# Liste der Reichstagsabgeordneten des Deutschen Kaiserreichs (3. Wahlperiode)

## Legislaturperiode
Die Reichstagswahl 1877 war die Wahl zum 3. Deutschen Reichstag und fand am 10. Januar 1877 statt. Die Abgeordneten traten am 22. Februar 1877 zusammen. Die Legislaturperiode dauerte bis 1878.

## Fraktionen/Zusammensetzung
- Konservative[1] 40
- Deutsche Reichspartei 38
- unabhängige Liberale 13
- Nationalliberale 128
- Deutsche Fortschrittspartei 35
- Deutsche Volkspartei 4
- Zentrumspartei 93
- Sozialdemokraten 12
- Welfen 9
- Dänen 1
- Polen 14
- Elsaß-Lothringer 10

Sitze 397

## A
- Abel, Charles, Dr. jur., Advokat,
 WK Elsaß-Lothringen 13, Elsaß-Lothringer
- Ackermann, Karl Gustav, Rechtsanwalt,
WK Sachsen 6 (Dresden links der Elbe), Konservativ
- Adelebsen, Reinhard Friedrich von, Gutsbesitzer,
 WK Hannover 12 (Göttingen), Deutsch-Hannoversche Partei, Hospitant des Zentrums
- Albrecht, Siegfried Wilhelm, Stadtsyndikus Hannover,
WK Hannover 11 (Einbeck-Northeim-Osterode-Uslar), Nationalliberal
- Albrecht, Wilhelm, Gutsbesitzer und Provinziallandschaftsrat,
 WK Landkreis Danzig, Nationalliberal
- Allnoch, Anton Leopold, Gutsbesitzer,
WK Breslau 4 (Namslau-Brieg), Fortschrittspartei
- Arbinger, Johann Baptist, Pfarrer,
 WK Niederbayern 4 (Pfarrkirchen), Zentrum
- Aretin, Peter Karl von, Herrschaftsbesitzer,
WK Oberbayern 4 (Ingolstadt), Zentrum
- Aretin, Ludwig Freiherr von, Gutsbesitzer,
 WK Schwaben 4 (Illertissen), Zentrum
- Arnim-Boitzenburg, Adolf Graf von, Regierungspräsident,
WK Potsdam 3 (Ruppin-Templin), Hospitant der Deutschen Reichspartei
- Auer, Ignaz, Sattler,
 WK Sachsen 22 (Reichenbach, Kirchberg), Sozialdemokrat

## B

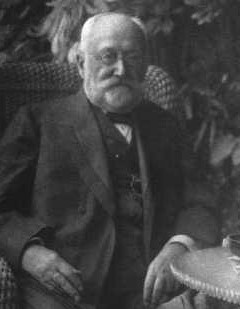
Franz von Ballestrem
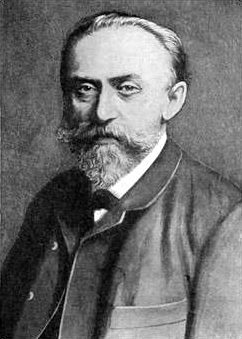
Ludwig Bamberger
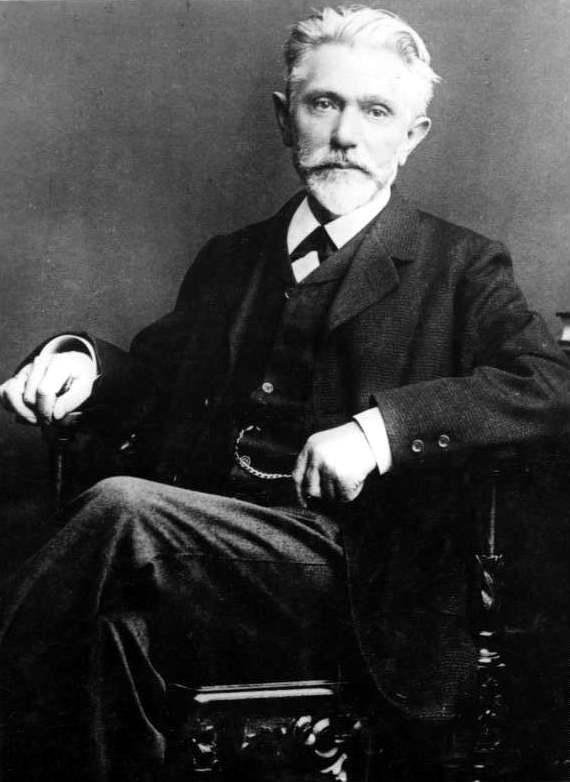
August Bebel

- Baehr, Otto, Dr. jur., Oberappellationsgerichtsrat Berlin,
WK Kassel 2 (Kassel-Melsungen), Nationalliberal
- Baer, Carl, Kreisgerichtsrat,
 WK Baden 7 (Offenburg), Nationalliberale
- Bärensprung, Carl von, Staatsanwalt a. D. und Rittergutsbesitzer,
 WK Cottbus, Konservativ
- Ballestrem, Franz Graf von, Gutsbesitzer und Montanindustrieller,
 WK Oppeln 2 (Oppeln), Zentrum
- Bamberger, Ludwig, Dr. jur., Schriftsteller,
WK Hessen 8 (Bingen), Nationalliberal
- Bauer, Carl Heinrich Martin, Maurermeister und Architekt Hamburg,
 WK Hamburg 11, Nationalliberal
- Baumgarten, Michael, Dr. theol., Professor Rostock,
 WK 5 Mecklenburg-Schwerin, Fortschrittspartei
- Bebel, August, Drechsler,
 WK Sachsen 17 (Glauchau-Meerane-Hohenstein-Ernstthal), Sozialdemokratische Partei
- Becker, Hermann Heinrich, Dr. jur., Schriftsteller,
 WK Oldenburg 2 (Barel, Jever), Nationalliberal
- Behr-Bargatz, Friedrich Felix Graf von, Rittergutsbesitzer,
WK Stralsund 1 (Rügen-Franzburg-Stralsund), Deutsche Reichspartei
- Benda, Robert von, Rittergutsbesitzer,
WK Magdeburg 6 (Wanzleben), Nationalliberal
- Bennigsen, Rudolf von, Landesdirektor Hannover,
WK Hannover 19 (Otterndorf-Neuhaus), Nationalliberal
- Berger, Louis Constans, Unternehmer a. D.,
 WK Arnsberg 6 (Dortmund), fraktionslos liberal
- Bergmann, Gustav Adolf, Bankier a.d.,
 WK Elsaß-Lothringen 8 (Straßburg), Elsaß-Lothringer
- Bernards, Josef, Landgerichtsrat,
WK Düsseldorf 4 (Kreis/Stadt Düsseldorf), Zentrum
- Bernhardi, Adolf, Stadtrat Tilsit,
 WK Gumbinnen 1 (Tilsit-Niederung), Fortschrittspartei
- Bernstorff, Bechtold von, Landrat a. D.,
 WK Hannover 15 (Uelzen, Gartow), Deutsch-Hannoversche Partei
- Bernuth, August von, Staatsminister a. D.,
WK Magdeburg 8 (Oschersleben-Halberstadt), Nationalliberal
- Beseler, Georg, Professor Berlin,
 WK Schleswig-Holstein 6, (Glückstadt, Elmshorn), Nationalliberal
- Bethmann-Hollweg, Felix von, Landrat,
 WK Potsdam 5 (Oberbarnim), Freikonservativ
- Bethusy-Huc, Eduard Graf von, Erbherr,
WK Oppeln 1 (Grenzburg-Rosenberg), Deutsche Reichspartei
- Beughem, Ludwig von, Präsident Justizsenat Ehrenbreitstein,
 WK Koblenz 1 (Altenkirchen-Wetzlar), Nationalliberal
- Bezanson, Paul, Bürgermeister a. D.,
 WK Elsaß-Lothringen 14 (Metz), Elsaß-Lothringische Protestpartei
- Biegeleben, Maximilian von, Präsident Finanzministerium a. D.,
 WK Aachen 3 (Aachen), Zentrum
- Bieler, Hugo, Gutsbesitzer,
 WK Marienwerder 3 (Graudenz-Strasburg), Nationalliberal
- Bissingen-Nippenburg, Cajetan Graf von, Statthalter a. D.,
 Württemberg 16 (Biberach-Leutkirch-Waldsee-Wangen), Zentrum
- Blos, Wilhelm, Schriftsteller,
 WK Reuß jüngere Linie, Sozialdemokrat
- Blum, Wilhelm, Dr. jur.,
WK Baden 12 (Heidelberg, Mosbach-Eberbach), Nationalliberal
- Bock, Adam, Dr. jur., Gutsbesitzer,
WK Aachen 2 (Aachen-Eupen), Zentrum
- Bockum-Dolffs, Florens, Gutsbesitzer,
 WK Arnsberg 7 (Hamm-Soest), fraktionslos liberal
- Bode, Wilhelm, Handelsgerichtsdirektor Braunschweig,
 WK Braunschweig 1 (Braunschweig, Blankenburg), Nationalliberal
- Bodmann, Franz von und zu, Grundherr,
 WK Baden 14 (Tauberbischofsheim), Zentrum
- Bolza, Moritz, Privatmann,
 WK Pfalz 3 (Germersheim), Nationalliberal
- Bonin, Gustav von, Staatsminister a. D.,
WK Magdeburg 3 (Jerichow), fraktionslos liberal
- Borowski, Rudolph, Domherr Ermland,
WK Königsberg 9 (Allenstein-Rötzel), Zentrum
- Brand, Paul von, Gutsbesitzer,
 WK Frankfurt 1 (Arnswalde-Friedeberg), Konservativ
- Braun, Karl, Dr. jur., Anwalt in Berlin,
WK Liegnitz 3 (Glogau), Nationalliberal
- Brelie, Eduard von der, Kaufmann und Gutsbesitzer,
 WK Hannover 14 (Celle, Gifhorn), Nationalliberal
- Brenken, Hermann Freiherr von und zu, Rittergutsbesitzer,
 WK Minden 4 (Paderborn-Büren), Zentrum
- Brockhaus, Eduard, Dr., Buchdruckereibesitzer Leipzig,
WK Sachsen 20 (Zschopau-Marienberg), Nationalliberal
- Brückl, Johann, Bierbrauer,
 WK Oberpfalz 1 (Regensburg), Zentrum
- Brüel, Ludwig August, Dr., Regierungsrat a. D.,
 WK Hannover 8 (Hannover), Deutsch-Hannoversche Partei
- Brüning, Adolf, Dr. phil., Mitbesitzer chemische Fabrik Hoechst,
 WK Nassau 1 (Homburg), Nationalliberal
- Büchner, Wilhelm, Fabrikant,
 WK Hessen 4 (Darmstadt, Groß-Gerau), Fortschrittspartei
- Bühler, Gustav von, Domänendirektor,
 WK Württemberg 11 (Backnang, Hall, Oehringen), Deutsche Reichspartei
- Bürklin, Albert, Dr. jur., Oberschulratsassessor,
 WK Baden 5 (Freiburg), Nationalliberal
- Büxten, Wilhelm, Rentner,
 WK Lippe, Fortschrittspartei (Nachwahl am 11. April 1877 an Stelle des verstorbenen Franz Hausmann)
- Buhl, Franz Armand, Dr. phil., Gutsbesitzer,
 WK Pfalz 5 (Homburg), Nationalliberal
- Bunsen, Georg von, Dr. phil., Schriftsteller,
 WK Liegnitz 8 (Schönau, Hirschberg), Nationalliberal
- Bunsen, Theodor von, Dr. phil., Legationsrat a. D.,
 WK Waldeck, Nationalliberal
- Busse, Hermann von, Landrat a. D.,
 WK Köslin 5 (Neustettin), Konservativ

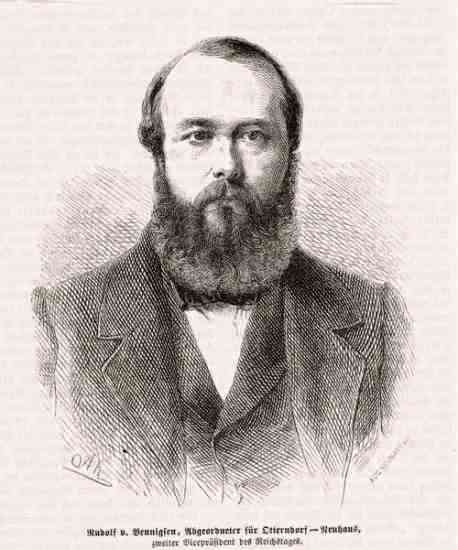
Rudolf von Bennigsen
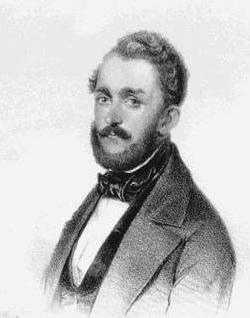
Florens von Bockum-Dolff
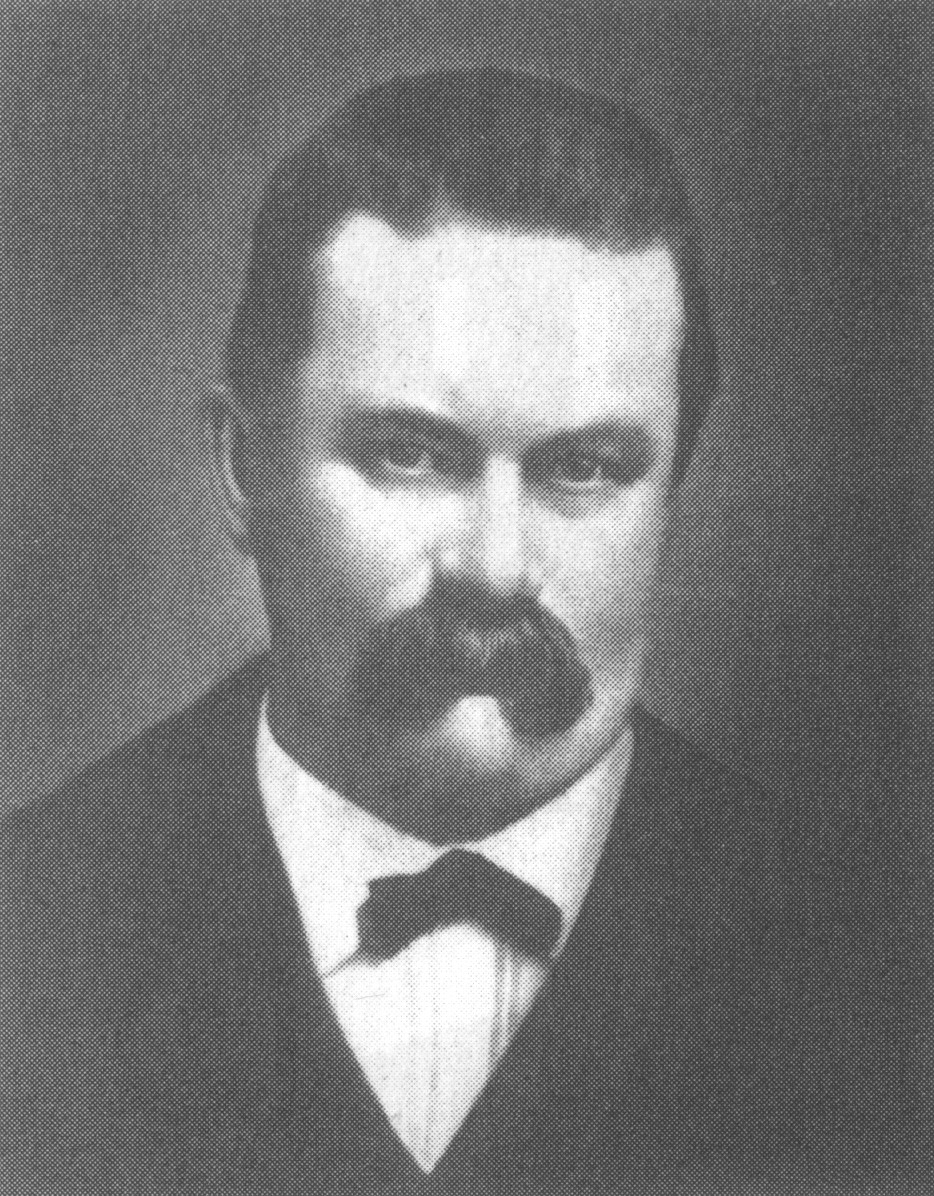
Louis Constanz Berger
Wilhelm Blos

## C
- Carolath-Beuthen, Karl Fürst zu, Standesherr,
WK Liegnitz 1 (Grünberg-Freistadt), Deutsche Reichspartei
- Johann Anton Graf Chamaré, Erbherr,
 WK Breslau 13 (Frankenheim-Münsterberg), Zentrum
- Clauswitz, Justus, Obertribunalrat Berlin,
 WK Merseburg 1 (Liebenwerda, Torgau), Deutsche Reichspartei
- Colmar-Meyenburg, Axel von, Landrat und Rittergutbesitzer,
 WK Bromberg 1, Konservativ
- Cuny, Ludwig von, Appellationsgerichtsrat,
 WK Anhalt 1 (Dessau-Zerbst), Nationalliberal
- Czarlinski, Leon von, Rittergutsbesitzer,
 WK Marienwerder 6 (Conitz), Polnische Fraktion
- Czartoryski, Roman Prinz,
WK Posen 5 (Kröben), Polnische Fraktion

## D

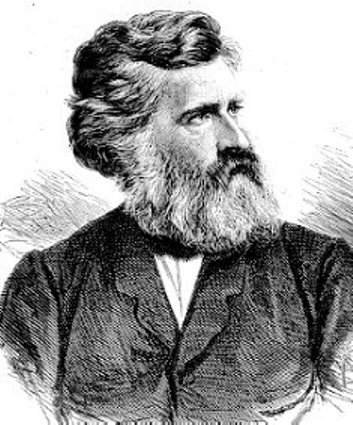
Franz Duncker
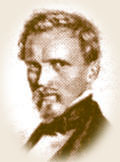
Georg Adolph Demmler

- Datzl, Michael, Bürgermeister Furth im Wald,
 WK Oberpfalz 4 (Neunburg v. Wald), Zentrum
- Demmler, Georg Adolph, Hofbaumeister,
 WK Sachsen 13 (Landkreis Leipzig), Sozialdemokrat
- Dernburg, Friedrich, Hofgerichtsadvokat,
WK Hessen 5 (Offenbach-Dieburg), Nationalliberal
- Dickert, Julius, Privatier,
WK Königsberg 3 (Königsberg), Fortschrittspartei
- Dieden, Christian, Weingutbesitzer,
 WK Trier 2 (Wittlich-Bernkastel), Zentrum
- Diefenbach, Julius, Regierungsrat,
 WK Württemberg 10 (Schorndorf, Welzheim, Gmünd, Göppingen), Deutsche Reichspartei
- Dietze, Gustav Adolph von, Amtsrat und Rittergutbesitzer,
 WK Magdeburg 7 (Aschersleben-Calbe), Deutsche Reichspartei
- Dohna-Finckenstein, Rodrigo Otto Heinrich Graf zu, Landrat a. D. und Fideikommissherr,
WK Marienwerde 2 (Rosenberg-Löbau), Konservativ
- Dohrn, Heinrich, Dr. phil., Stadtrat Stettin,
 WK Stettin 2 (Uckermünde-Usedom-Wollin), Nationalliberal
- Dollfus, Johann, Fabrikbesitzer,
 WK Elsaß-Lothringen 2 (Mühlhausen), Elsaß-Lothringer
- Dücker, Franz Fritz Freiherr von, Bergrat,
 WK Schaumburg-Lippe (Bückeburg), Nationalliberal
- Duncker, Franz, Verlagsbuchhändler Berlin,
WK Berlin 5 (Fortschrittspartei)
- Dzialowski, Sigismund von, Gutsbesitzer,
WK Danzig 4 (Neustadt, Carthaus), Polnische Fraktion

## E
- Edler, Ludwig Richard, Pfarrer,
WK Oppeln 6 (Beuthen südlicher Teil), Zentrum
- Eisenlohr, August, Ministerialrat Karlsruhe,
WK Baden 10 (Karlsruhe, Bruchsal), Nationalliberal
- Ende, August Freiherr von, Oberpräsident Hessen-Nassau,
WK Kassel 5 (Marburg, Frankenberg, Kirchhain), Freikonservativ
- Erhard, Otto, Dr., Rechtsanwalt Nürnberg,
WK Mittelfranken 5 (Dinkelsbühl), Fortschrittspartei
- Ernst, Louis, Dr. phil., Rentner
WK Arnsberg 1 (Siegen, Wittgenstein, Biedenkopf), Nationalliberal
- Eulenburg, Botho Heinrich zu, Regierungspräsident Marienwerder,
WK Marienwerder 7 (Schlochau-Flatow), Konservativ
- Eysoldt, Arthur, Advokat und Notar,
WK Sachsen 8 (Pirna-Sebnitz), Fortschrittspartei

## F

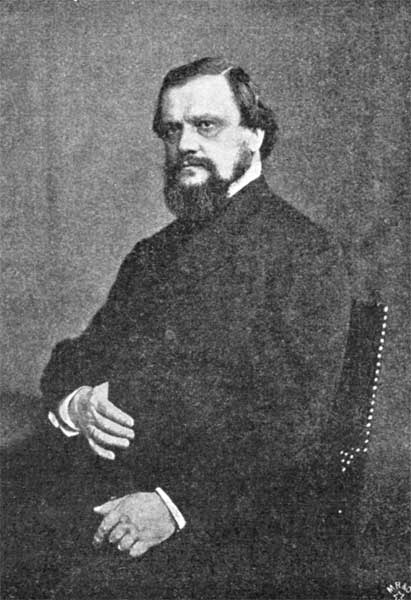
Adalbert Falk
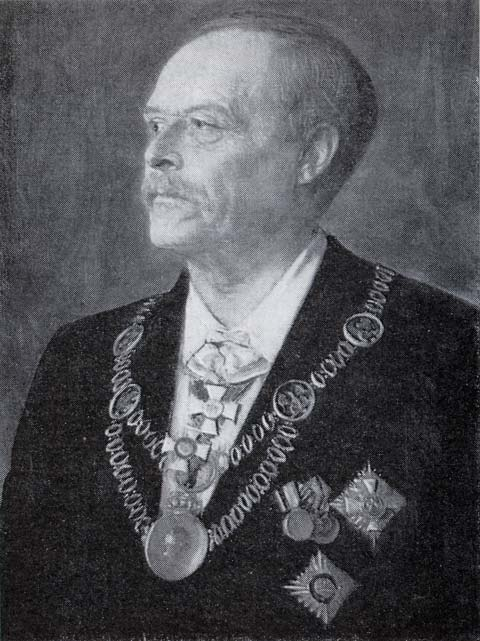
Max von Forckenbeck
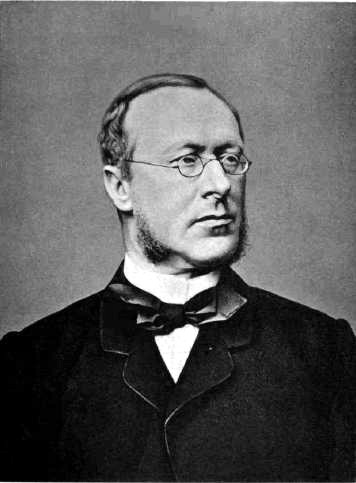
Georg Arbogast von Franckenstein

- Falk, Adalbert, Dr. jur., Staatsminister,
 WK Liegnitz 4 (Lüben-Bunzlau), Hospitant Deutsche Reichspartei
- Fernow, Friedrich, Rittergutsbesitzer,
WK Königsberg 2 (Wehlau-Labiau), Nationalliberal
- Feustel, Friedrich, Bankier,
WK Oberfranken 2 (Bayreuth), Nationalliberal
- Flügge, Wilhelm, Rittergutsbesitzer,
 WK Stettin 6 (Naugard-Regenwalde), Konservativ
- Forcade de Biaix, Christoph Ernst Friedrich von, Obertribunalrat und Rittergutsbesitzer,
 WK Trier 1 (Bitburg, Prüm), Zentrum (Nachwahl November 1877)
- Forckenbeck, Max von, Rechtsanwalt,
WK Magdeburg 5 (Wolmirstedt-Neuhaldensleben), Nationalliberal
- Forkel, Friedrich, Rechtsanwalt,
WK Herzogtum Coburg, Nationalliberal
- Francke, Wilhelm, Rittergutsbesitzer,
WK Gumbinnen 2 (Ragnit-Pilkallen), Fortschrittspartei
- Franckenstein, Georg Arbogast Freiherr von und zu,
 WK Unterfranken 3, Zentrum
- Frank, Friedrich, Dr. theol., Pfarrer,
WK Oberfranken 4 (Kronach), Zentrum
- Frankenberg und Ludwigsdorf, Friedrich Graf von, Herrschaftsbesitzer,
WK Breslau 5 (Ohlau), Deutsche Reichspartei
- Frankenburger, Wolf, Rechtsanwalt,
WK Mittelfranken 1 (Nürnberg), Fortschrittspartei
- Franssen, Heinrich, Rentner,
WK Aachen 1 (Schleiden-Malmedy), Zentrum
- Franz, Adolph, Dr. theol., Redakteur,
WK Oppeln 3 (Groß Strehlitz, Kosel), Zentrum
- Friedenthal, Karl Rudolf, Dr. jur., Staatsminister und Rittergutsbesitzer,
WK Erfurt 3 (Mühlhausen), Reichspartei
- Fritzsche, Friedrich Wilhelm, Redakteur,
WK Berlin 4, Sozialdemokratie
- Frühauf, Carl Julius, Professor Berlin,
 WK Sachsen 2 (Löbau), Nationalliberal
- Fürth, Hermann Ariovist von, Landgerichtsrat,
WK Aachen 5 (Geilenkirchen, Erkelenz), Zentrum
- Fugger von Kirchberg, Hartmann, Regierungsrat
WK Schwaben 3 (Dillingen), Zentrum

## G

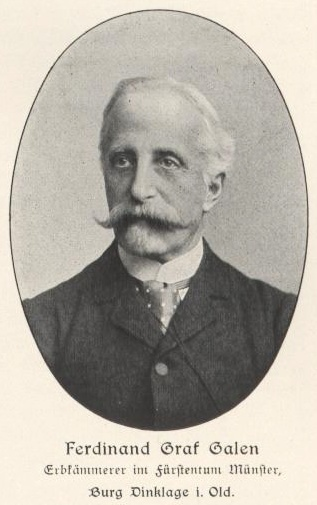
Ferdinand von Galen
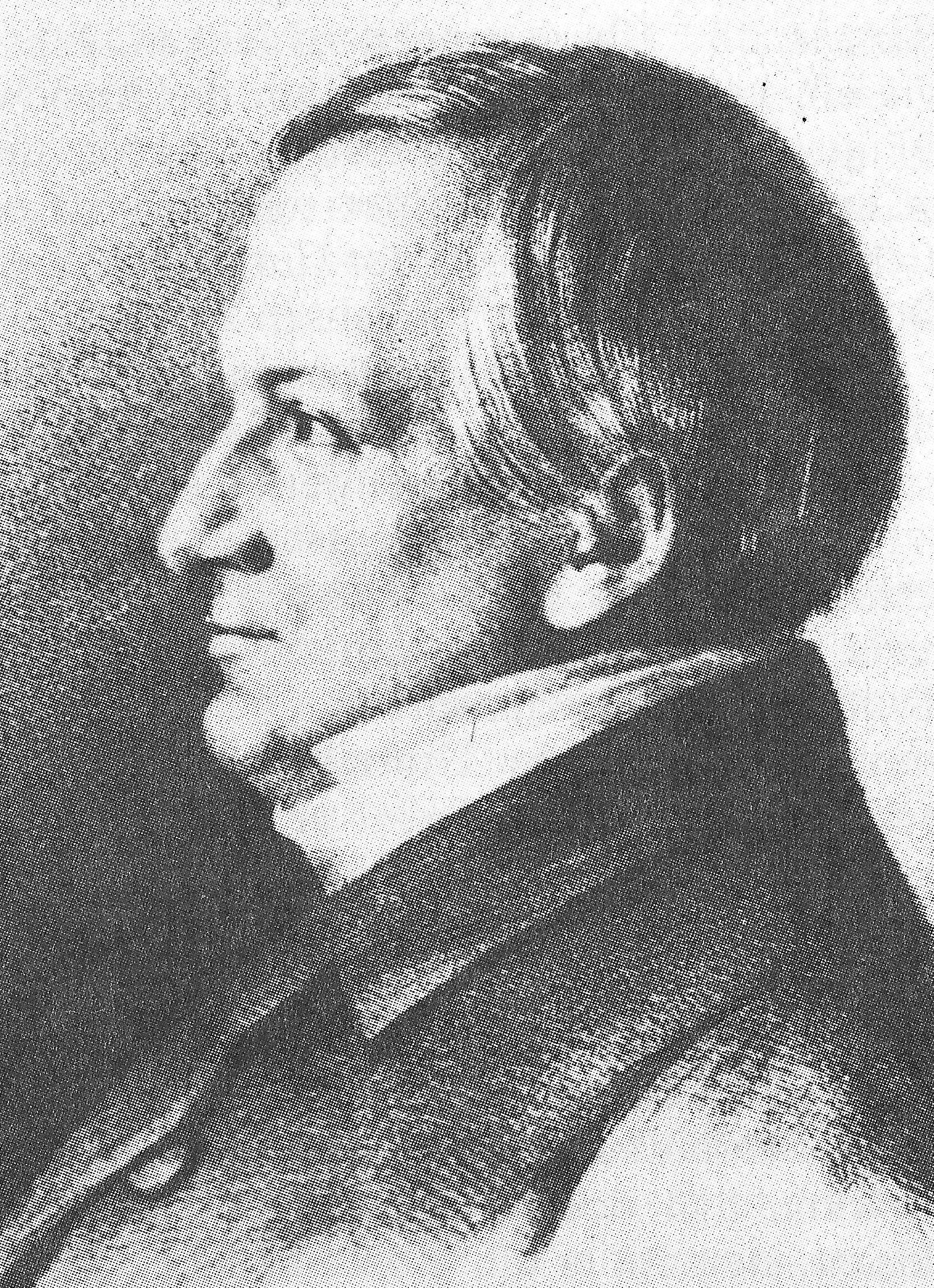
Ernst Ludwig von Gerlach
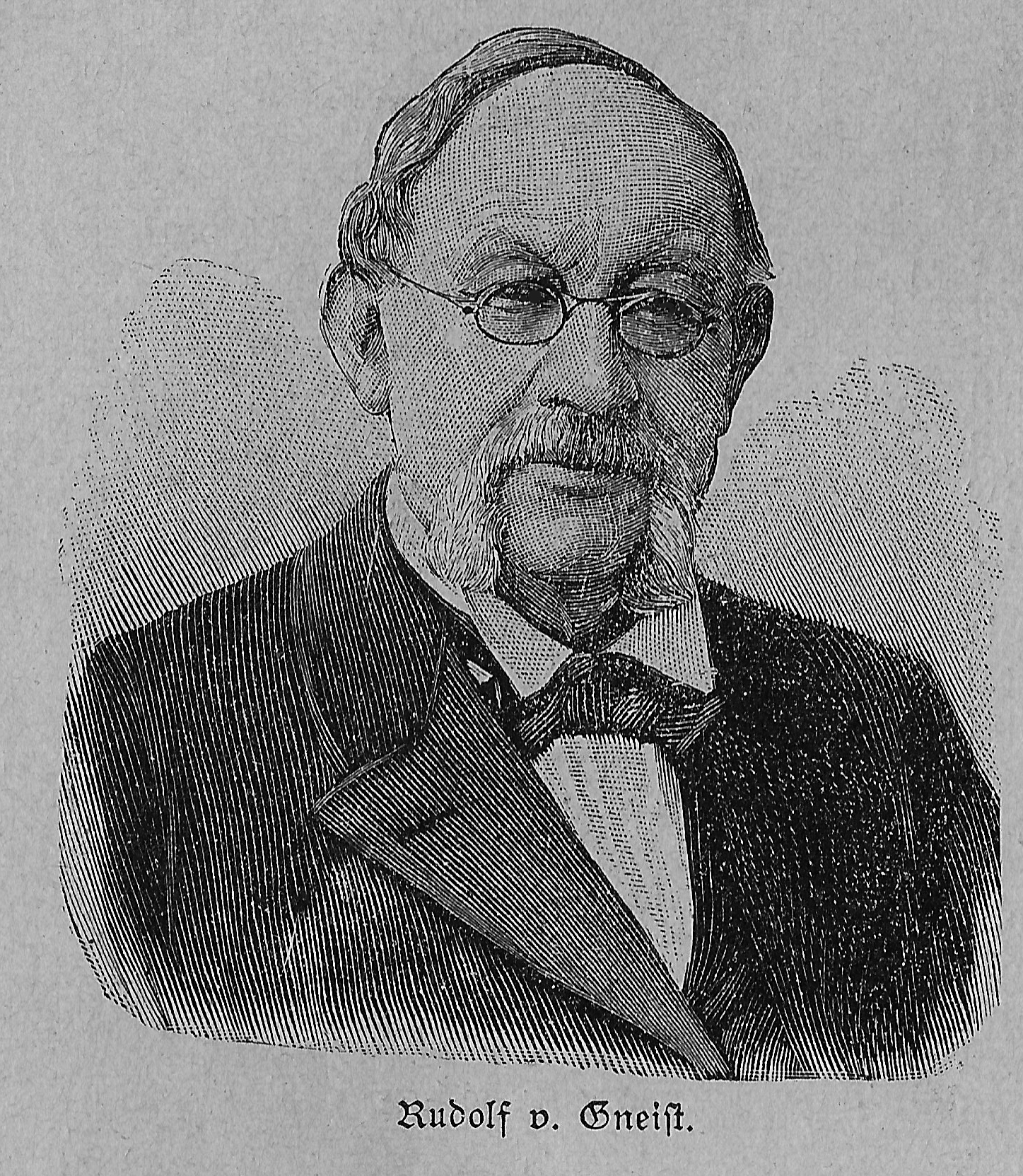
Rudolf von Gneist
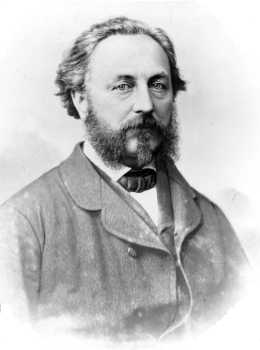
Robert Gerwig
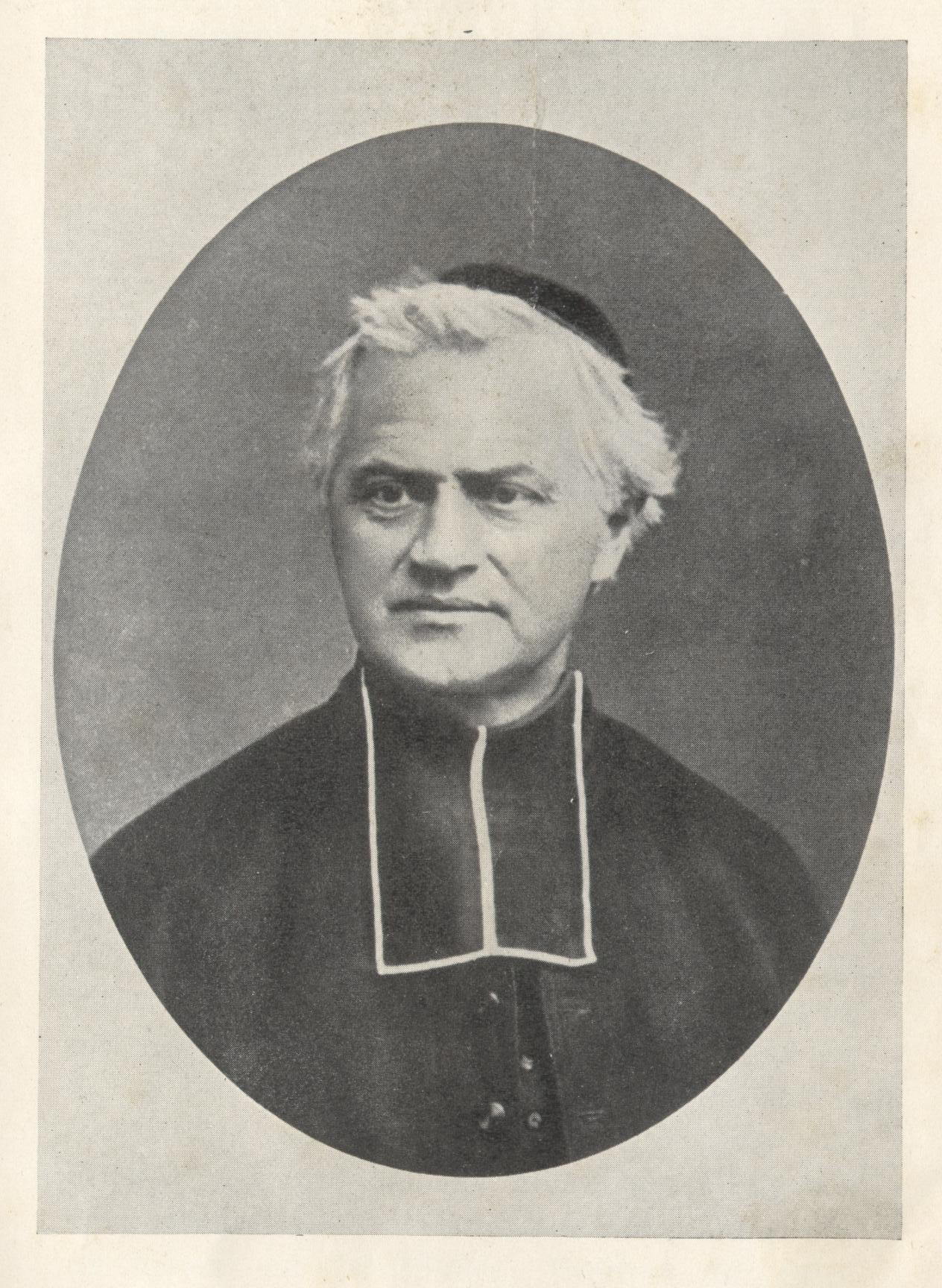
Joseph Guerber

- Galen, Ferdinand Heribert von,
 WK Oldenburg 3 (Berne-Delmenhorst), Zentrum
- Gensel, Julius, Dr. jur., Sekretär Handelskammer Leipzig,
 WK Sachsen 15 (Mittweida), Nationalliberal
- Gerhard, Hermann Paul, Dr. jur., Kreisgerichtsrat,
 WK Marienwerder 4 (Thorn), fraktionslos liberal
- Gerlach, August von, Landrat und Gutsbesitzer,
WK Köslin 3 (Kamin), Konservativ
- Gerlach, Ernst Ludwig von, Appellationsgerichtsrat a. D.,
 WK Hannover 4 (Osnabrück), Hospitant des Zentrums (starb vor Zusammentritt am 18. Februar 1877)
- Germain, Charles, Advokat und Grundbesitzer,
 WK Elsaß-Lothringen 15 (Saarburg, Chateau-Salins), Elsaß-Lothringer
- Gerwig, Robert, Baudirektor,
 WK Baden 2 (Donaueschingen), Nationalliberal
- Gleim, Wilhelm, Rechtsanwalt,
 WK Kassel 6 (Hersfeld, Rotenburg, Hünfeld), Nationalliberal
- Gneist, Rudolph, Dr. jur., Professor Universität Berlin,
 WK Liegnitz 7 (Landeshut-Jauer-Bolkenhain), Nationalliberal
- Götting, August, Stadtgerichtsrat,
 WK Erfurt 1 (Nordhausen), Nationalliberal
- Gordon-Coldwells, Franz von, Rittergutbesitzer,
 WK Marienwerder 5 (Schwetz), Konservativ
- Goßler, Gustav von, Landrat,
 WK Gumbinnen 4 (Stallupönen), Konservativ
- Grad, Charles, Geologe und Unternehmer,
 WK Elsaß-Lothringen 3 (Colmar), Elsaß-Lothringer
- Graevenitz, Hermann von, Dr. jur., Obertribunalrat,
 WK Potsdam 2 (Ostprignitz), Konservativ
- Grand-Ry, Andreas von, Gutsbesitzer,
 WK Koblenz 6 (Adenau-Cochem-Zell), Zentrum
- Groß, Ludwig, Dr. med., Arzt und Gutsbesitzer,
 WK Pfalz 1 (Speyer, Frankenthal), fraktionslos liberal
- Grothe, Hermann, Dr. phil., Ingenieur,
 WK Liegnitz 9 (Lauban, Görlitz), Nationalliberal
- Grütering, Heinrich, Kreisrichter Dinslaken,
 WK Düsseldorf 7 (Moers, Rees), Zentrum
- Grumbrecht, Friedrich Wilhelm, Bürgermeister Harburg,
 WK Hannover 17 (Harburg), Nationalliberal
- Günther, Theodor, Rittergutsbesitzer,
WK Sachsen 11 (Oschatz), Deutsche Reichspartei
- Guerber, Joseph, Kanoniker,
 WK Elsaß-Lothringen 4 (Gebweiler), Elsaß-Lothringer

## H

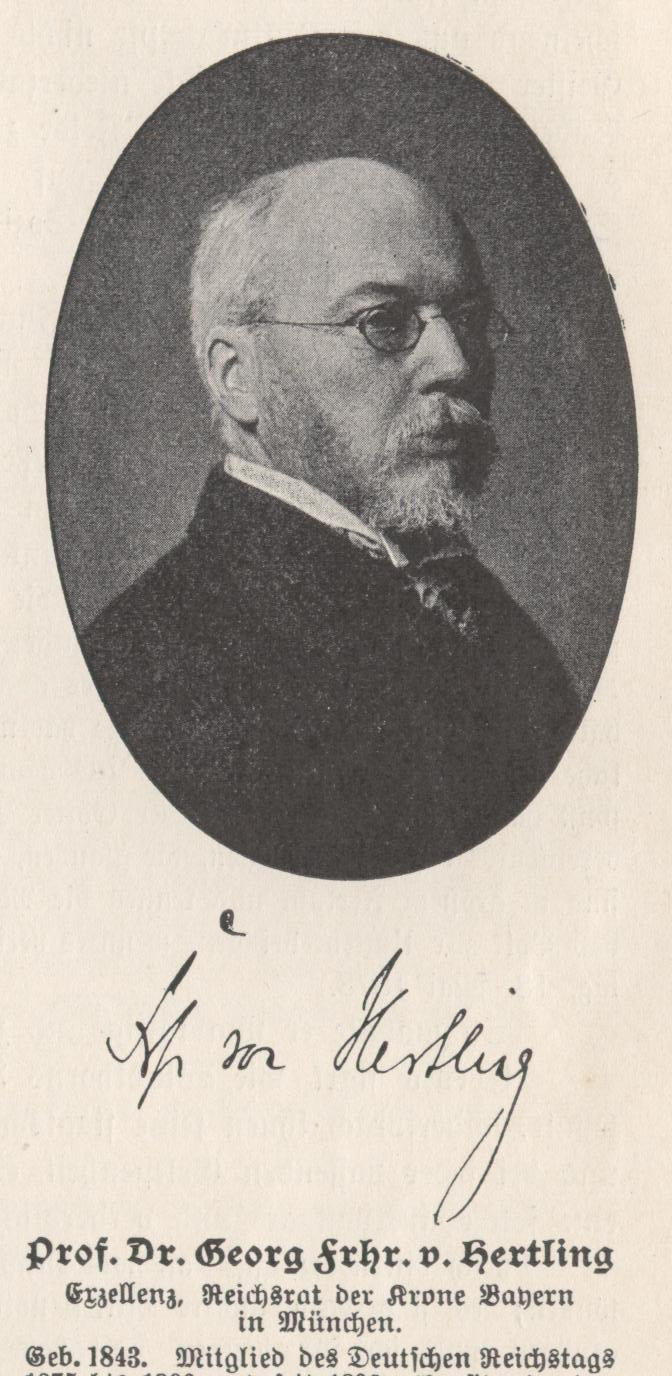
Georg von Hertling
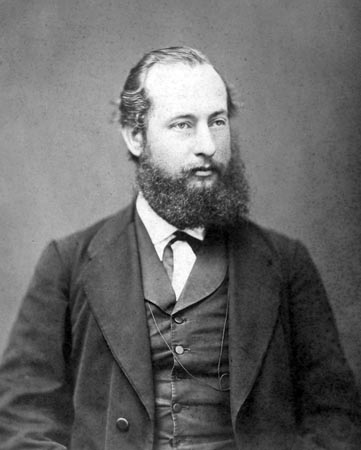
Wilhelm Hasenclever
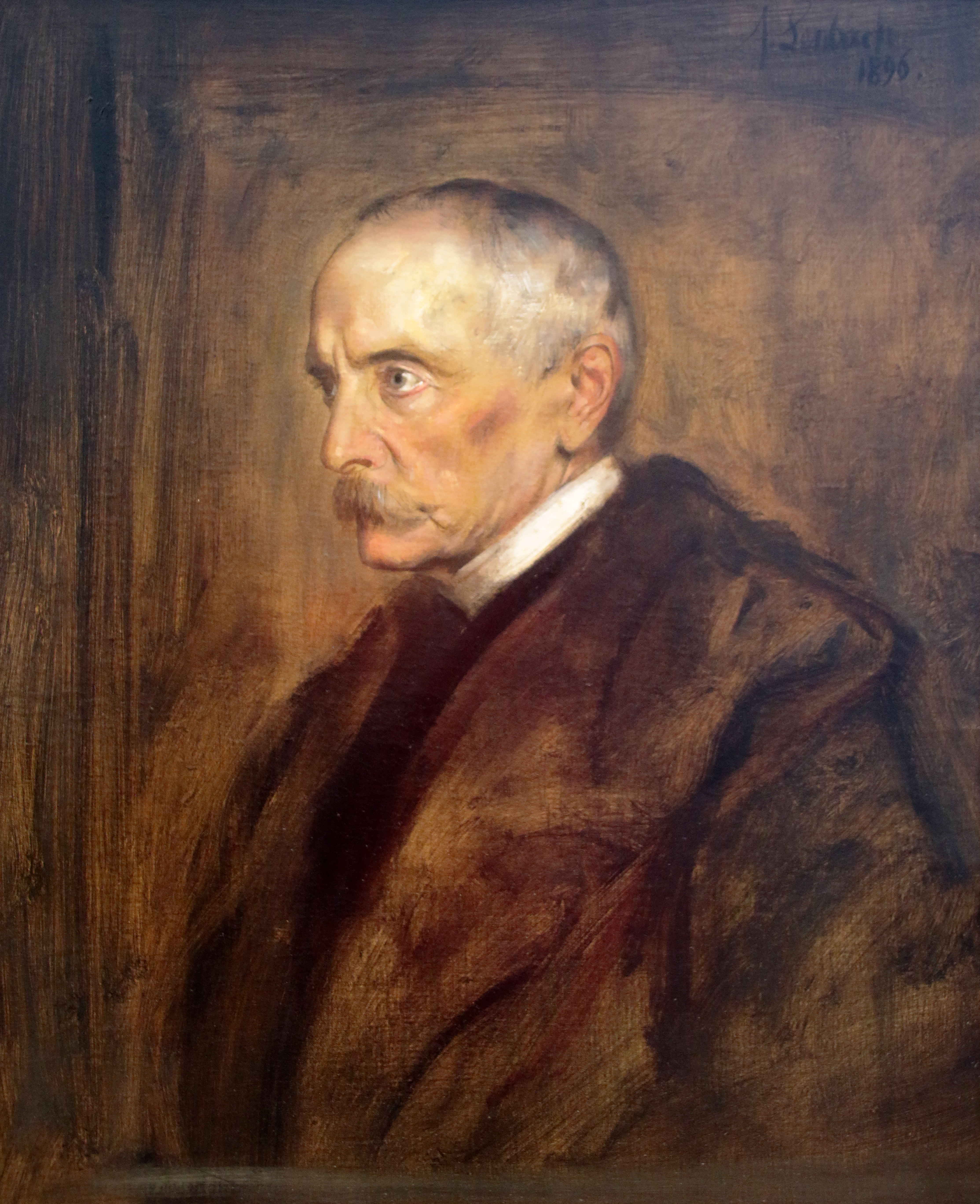
Chlodwig Fürst zu Hohenlohe-Schillingsfürst
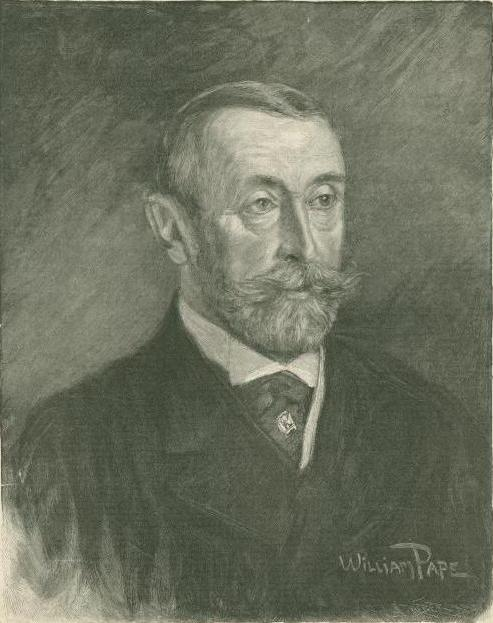
Hermann Fürst zu Hohenlohe-Langenburg
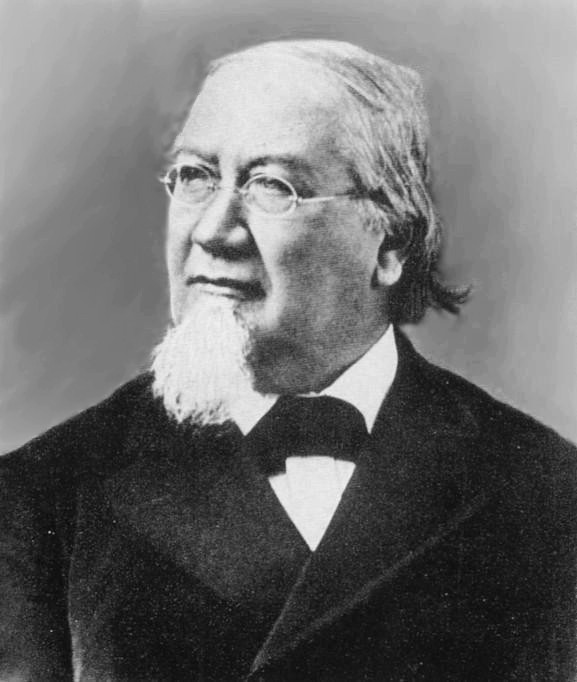
Julius Hölder

- Haanen, Bartholomäus, Kaufmann,
 WK Trier 4 (Saarburg, Merzig, Saarlouis), Zentrum
- Habermann, Gustav von, Rittergutsbesitzer,
 WK Unterfranken (Neustadt a.d.S.), Zentrum
- Haenel, Albert, Dr. jur., Professor Kiel,
WK Schleswig-Holstein 7 (Kiel), Fortschrittspartei
- Hafenbrädl, Aloys, Bezirksgerichtsrat,
WK Niederbayern 5 (Deggendorf), Zentrum
- Hall, Samuel Heinrich, Appellationsgerichtsrat Kiel,
WK Schleswig-Holstein 5 (Nieder-Dithmarschen), Nationalliberal
- Hamm, Constantin, Gutsbesitzer,
 WK Köln 6 (Mülheim/Rhein, Wipperfürth, Gummersbach), Zentrum
- Hammacher, Friedrich, Dr. jur., Rentier,
WK Schleswig-Holstein 10 (Lauenburg), Nationalliberal
- Harnier, Richard, Dr. jur., Direktor Landeskreditanstalt Kassel,
WK Kassel 4 (Eschwege-Schmalkalden-Witzenhausen), Nationalliberal
- Hasenclever, Wilhelm, Präsident ADAV
 WK Berlin 6, Sozialdemokrat
- Hauck, Thomas, Bezirksamtmann,
WK Unterfranken 1 (Aschaffenburg), Zentrum
- Hausburg, Otto, Landwirtschaftsfunktionär,
WK Danzig 1 (Elbing, Marienburg), fraktionslos liberal
- Hausmann, August Ludwig, Fabrikant a. D.,
WK Potsdam 8 (Westhavelland), Fortschrittspartei
- Hausmann, Franz, Stadtsyndikus und Stadtrichter Horn,
WK Lippe, Fortschrittspartei
- Hebting, Joseph, Weinhändler und Gutsbesitzer,
WK Baden 3 (Waldshut, Schopfheim), Nationalliberal
- Heckmann-Stintzy, Louis,
WK Elsaß-Lothringen 6 (Schlettstadt), Elsaß-Lothringer
- Heereman von Zuydwyck, Clemens von, Rittergutsbesitzer,
WK Münster 2 (Münster-Coesfeld), Zentrum
- Heilig, Franz Xaver, Kaufmann,
WK Baden 1 (Pfullendorf), Nationalliberal
- Heim, Karl von, Oberbürgermeister Ulm,
WK Württemberg 14 (Ulm, Geislingen), Deutsche Reichspartei
- Heinrich, Carl, Bürgermeister und Advokat Borna,
WK Sachsen 14 (Borna, Pegau), Konservativ
- Helldorff, Otto Heinrich von, Rittergutsbesitzer,
WK Merseburg 2 (Wittenberg, Schweinitz), Konservativ
- Hermes, Hugo, Rentier,
WK Potsdam 9 (Zauch-Belzig, Jüterbog), Fortschrittspartei
- Herrlein, Franz Joseph, Gutsbesitzer,
WK Kassel 7 (Fulda), Zentrum
- Hertling, Georg von, Dr. phil., Universitätsdozent Bonn,
WK Koblenz 3 (Koblenz, St. Goar), Zentrum
- Herz, Carl, Bezirksgerichtsrat,
WK Berlin 3, Fortschrittspartei
- Heyl, Cornelius Wilhelm von, Fabrikbesitzer,
 WK Hessen 7 (Heppenheim, Wimpfen), Nationalliberal
- Hilf, Hubert Arnold, Rechtsanwalt und Unternehmensteilhaber,
WK Wiesbaden 4 (Limburg, Hadamar), Fortschrittspartei
- Hillmann, Adolf, Rittergutsbesitzer,
WK Gumbinnen 6 (Oletzko, Lyck, Johannisburg), Fortschrittspartei
- Hinschius, Paul, Dr. jur., Professor Berlin,
 WK Schleswig-Holstein 2 (Flensburg, Aprenrade), Nationalliberal
- Hirsch, Max, Dr. phil., Publizist,
WK Berlin 1, Fortschrittspartei
- Hölder, Julius, Rechtsanwalt,
WK Württemberg 1 (Stuttgart), Nationalliberal
- Hoffmann, Adolph, Stadtrichter Berlin,
 WK Schwarzburg-Rudolstadt, Fortschrittspartei
- Hohenlohe-Schillingsfürst, Chlodwig Fürst von, Staatsminister a. D.,
 WK Oberfranken 3 (Forchheim), Deutsche Reichspartei
- Hohenlohe-Langenburg, Hermann Fürst zu, Standesherr,
 WK Württemberg 12, Deutsche Reichspartei
- Holstein, Conrad Graf von, Gutsbesitzer
WK Schleswig-Holstein 9 (Segeberg, Plön), Konservativ
- Holthof, Carl, früher Journalist, Privatmann,
WK Wiesbaden 6 (Frankfurt), Deutsche Volkspartei
- Holtzmann, Eugen, Fabrikbesitzer,
WK Sachsen 21 (Reichenbach, Auerbach), Nationalliberal
- Hompesch-Bollheim, Ferdinand von, Gesandter zur Disposition,
WK Trier 1 (Daun, Prüm, Bitburg), Zentrum
- Hompesch-Rurich, Alfred Graf von, Rittergutsbesitzer,
WK Aachen 4 (Düren, Jülich), Zentrum
- Hopf, Julius, Dr. jur., Rechtsanwalt Gotha,
WK Gotha, Nationalliberal
- Horn, Albert, fürstbischöflicher Stiftsassessor,
 WK Oppeln 12, Zentrum
- Horneck von Weinheim, Heinrich, Gutsbesitzer,
 WK Oberfranken 5 (Bamberg), Zentrum
- Hubert, Gottlieb von, Kreisgerichtshofdirektor,
 WK Württemberg 3 (Heilbronn), Nationalliberal

## J

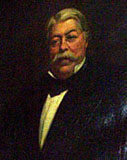
Ludwig Andreas Jordan

- Jacobs, Theodor, Admiralitätsrat a. D.,
WK Frankfurt 2 (Landsberg, Soldin), Nationalliberal
- Jagow, Gustav Wilhelm von, Oberpräsident Brandenburg,
WK Potsdam 1 (Westprignitz), Konservativ
- Jaunez, Eduard, Bürgermeister Saargemünd,
WK Elsaß-Lothringen 12 (Saargemünd, Forbach), Elsaß-Lothringer
- Joerg, Joseph Edmund, Archivar,
 WK Schwaben 1 (Augsburg), Zentrum
- Jordan, Ludwig Andreas, Weingutbesitzer,
WK Pfalz 2 (Landau), Nationalliberal

## K

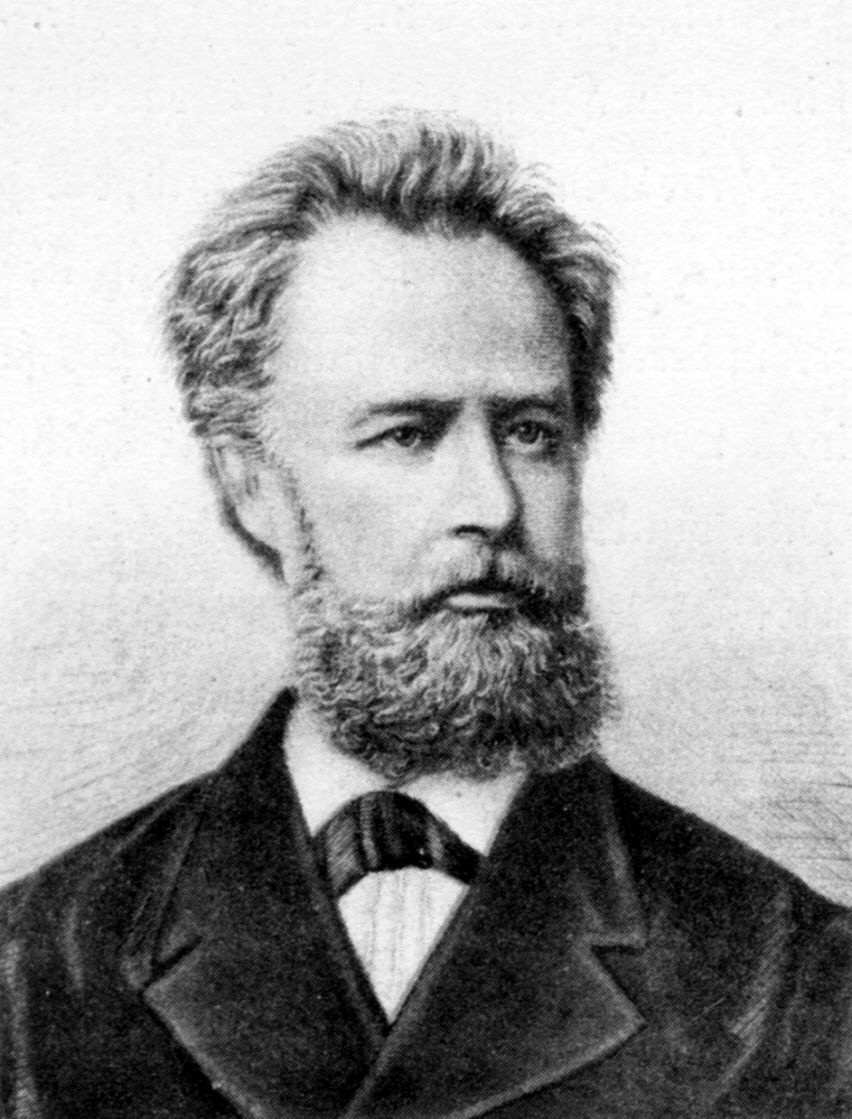
Friedrich Kapp
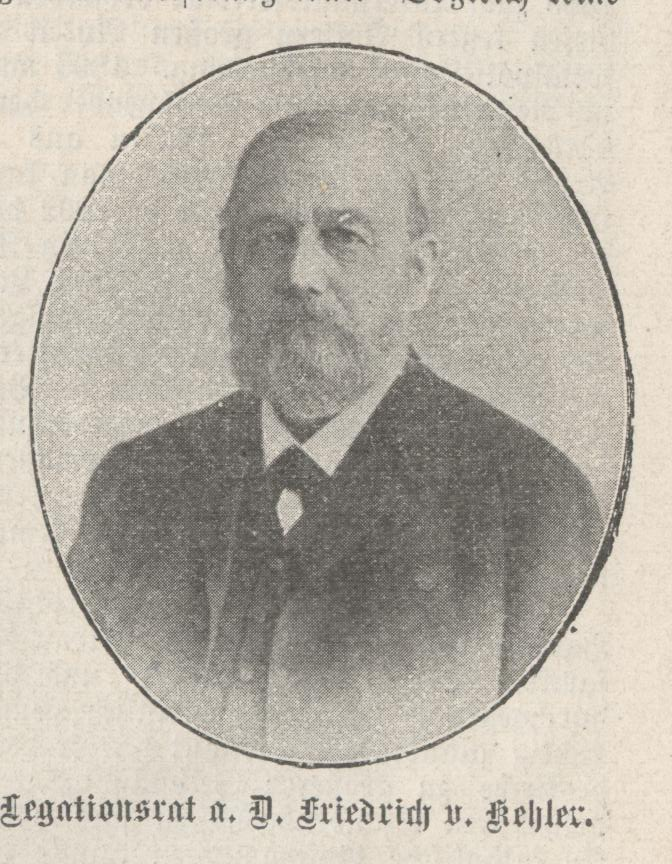
Friedrich von Kehler

- Kalkstein, Anton von, Rittergutsbesitzer,
WK Danzig 4 (Neustadt, Carthaus), Polnische Fraktion (Nachwahl 1878)
- Kapell, August, Zimmermann,
 WK Breslau 11 (Reichenbach, Neurode), Sozialdemokrat
- Kapp, Friedrich, Dr., Privatmann,
 WK Magdeburg 1 (Salzwedel, Gardelegen), Nationalliberal
- Kardorff, Wilhelm von, Rittergutsbesitzer,
 WK Breslau 3 (Wartenberg-Oels), Deutsche Reichspartei
- Karsten, Gustav, Professor,
WK Schleswig-Holstein 8 (Altona, Stormarn), Fortschrittspartei
- Katz, Casimir, Wald- und Sägemühlenbesitzer,
 WK Baden 9 (Pforzheim, Durlach), Konservativ
- Kegel, Eduard, katholischer Geistlicher,
 WK Posen 9 (Krotoschin), Polnische Fraktion
- Kehler, Friedrich von, Legationsrat a. D.,
 WK Düsseldorf 10 (Gladbach), Zentrum
- Kesseler, Eugen von, Rittergutsbesitzer,
 WK Köln 4 (Rheinbach-Bonn), Zentrum
- Kette, Wilhelm Friedrich Moritz, Rittergutsbesitzer,
 WK Köslin 2 (Bütow, Rummelsburg, Schlawe), Deutsche Reichspartei
- Kiefer, Friedrich, Oberstaatsanwalt Mannheim,
 WK Baden 13 (Bretten, Sinsheim), Nationalliberal
- Kiepert, Adolf, Rittergutbesitzer,
 WK Potsdam 10 (Teltow, Beeskow, Storkow), Nationalliberal
- Kleist, Conrad von, Rittergutsbesitzer,
 WK Köslin 4 (Belgard, Schivelbein, Dramburg), Konservativ
- Kleist, Ewald Graf von, Landrat a. D.,
 WK Frankfurt 7 (Guben, Lübben), Konservativ
- Kleist-Retzow, Hans Hugo von, Oberpräsident a. D.
 WK Minden 2 (Herford, Halle), Konservativ
- Klotz, Moritz, Kreisgerichtsrat Berlin,
 WK Berlin 2, Fortschrittspartei
- Klügmann, Karl Peter, Dr. jur., Rechtsanwalt,
 WK Lübeck, Nationalliberal
- Knapp, Otto von, Oberfinanzrat,
 WK Württemberg 4 (Böblingen, Maulbronn), Deutsche Reichspartei
- Koch, Ferdinand, Hüttenbesitzer,
 WK Braunschweig 3 (Holzminden-Gandersheim-Harzburg), Nationalliberal
- Kochann, Friedrich Franz, Stadtgerichtsrat Berlin,
 WK Koblenz 5 (Ahrweiler, Mayen), Zentrum
- Kolbe, Victor, Rittergutsbesitzer und Kreisgerichtsrat a. D.,
 WK Stettin 3 (Randow, Greifenhagen), Nationalliberal
- Komierowski, Roman von, Dr., Rittergutsbesitzer,
 WK Posen 7 (Schrimm, Schroda), Polnische Fraktion
- Kraaz, Julius, Dr. jur., Ritterguts- und Zuckerfabrikbesitzer,
 WK Anhalt 2, Nationalliberal
- Krätzer, Adolf, Dr. jur., Appellationsgerichtsrat Passau,
 WK Niederbayern 3 (Passau), Zentrum
- Kreutz, Heinrich, Hüttenbesitzer,
 WK Arnsberg 3 (Altena, Iserlohn), fraktionslos liberal
- Krieger, Fritz, Kreisgerichtsrat,
 WK Weimar 1 (Weimar, Apolda), Nationalliberal
- Krüger, Hans Andersen, Hofbesitzer,
 WK Schleswig-Holstein 1 (Hadersleben-Sonderburg), Dänisch
- Kuntzen, August, Finanzrat a. D.,
 WK Braunschweig 2 (Helmstedt, Wolfenbüttel), Nationalliberal
- Kurnatowski, Stanislaus von, Rittergutsbesitzer,
WK Bromberg 4 (Inowrazlaw, Mogilno, Strelno), Polnische Fraktion (Nachwahl 1878)
- Kwilecki, Stephan von,
 WK Posen 2 (Samter, Birnbaum, Obornik), Polnische Fraktion

## L

Albert Erdmann von Levetzow
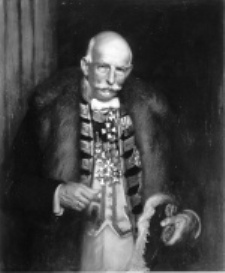
Ignatz von Landsberg-Velen und Steinfurt
Eduard Lasker
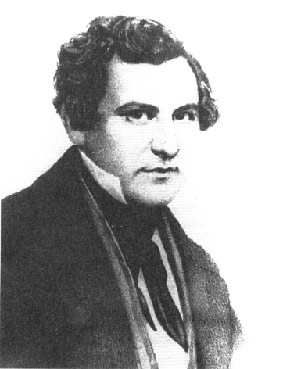
Wilhelm Loewe
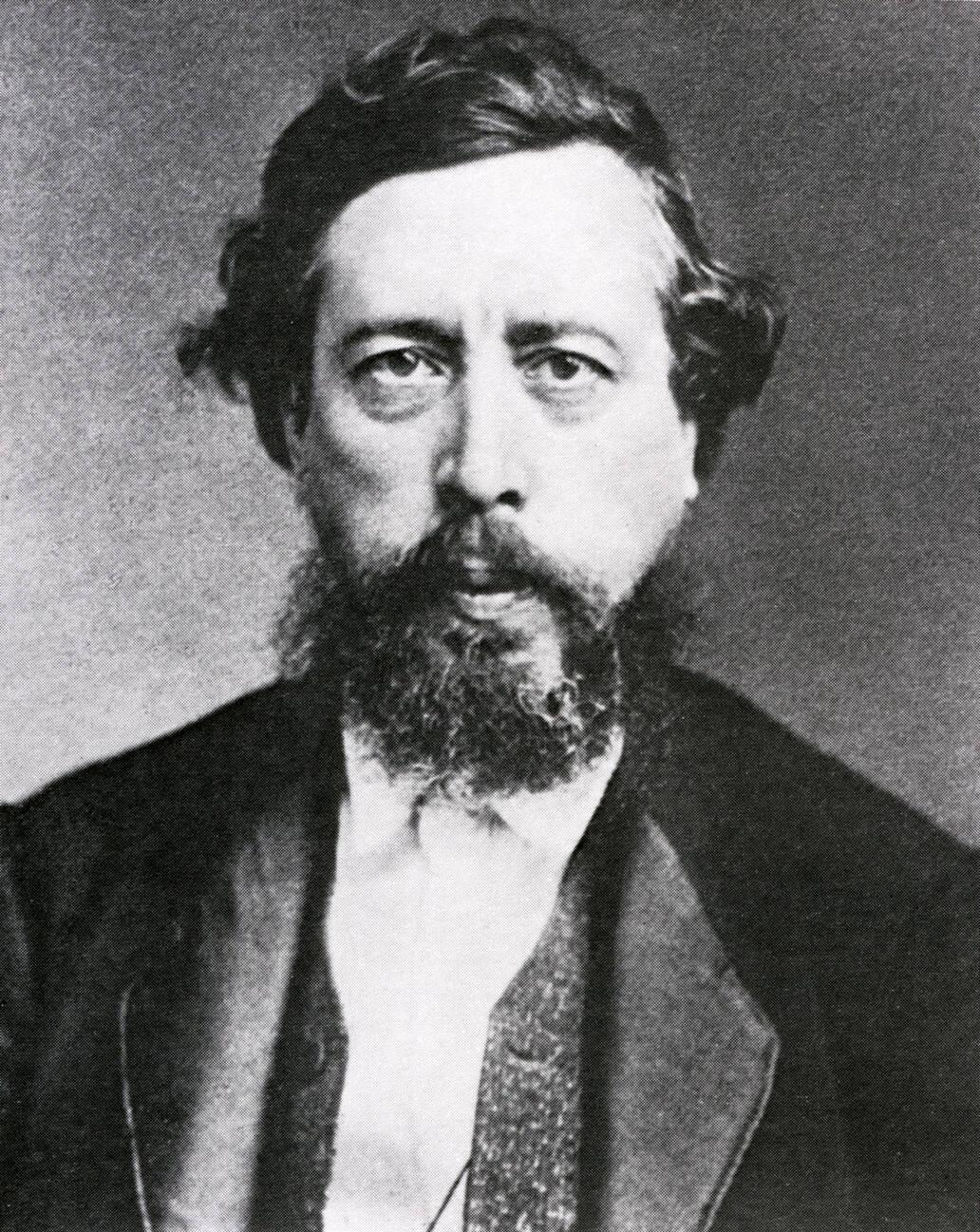
Wilhelm Liebknecht
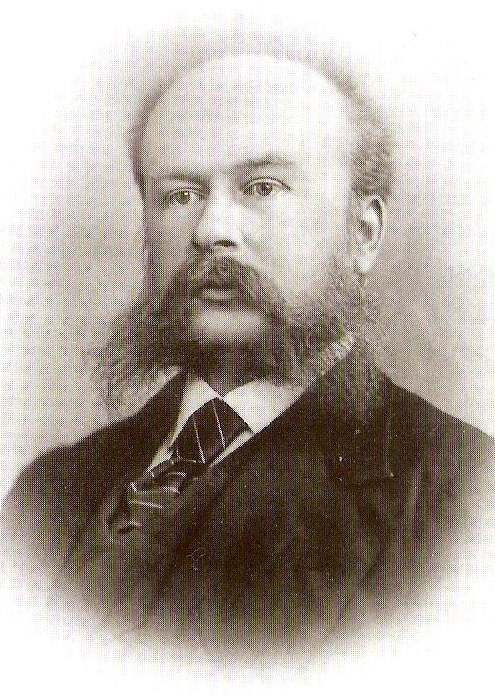
Friedrich von Luxburg

- Landsberg-Velen und Steinfurt, Ignatz Reichsfreiherr von, Landrat Steinfurt,
 WK Münster 4 (Beckum-Lüdinghausen-Warendorf), Zentrum
- Landsberg-Velen und Gemmen, Max Freiherr von, Dr. jur., Standesherr,
 WK Münster 3 (Borken, Recklinghausen), Zentrum
- Lang, Karl Anton, Gutsbesitzer,
 WK Niederbayern 6 (Kelheim), Zentrum
- Laporte, Wilhelm, Obergerichtsrat,
 WK Hannover 18, Nationalliberal (Nachwahl)
- Lasker, Eduard, Rechtsanwalt und Syndikus,
 WK Meiningen 2 (Sonneberg-Saalfeld), Nationalliberal
- Lehr, Friedrich, Gutsbesitzer,
 WK Marienwerder 8 (Deutsch-Krone), Nationalliberal
- Lender, Ignaz Xaver, Dekan,
 WK Baden 8 (Rastatt, Bühl), Zentrum
- Lenthe, Ernst Ludwig von, Oberappellationsrat,
 WK Hannover 9, Deutsch-Hannoversche Partei, Hospitant der Zentrumsfraktion (Nachwahl September 1877)
- Lentz, Werner August Friedrich, Obergerichtsdirektor Eutin,
 WK Oldenburg 1 (Lübeck, Birkenfeld, Oldenburg), Nationalliberal
- Leonhard, Franz Xaver, Gymnasialdirektor,
 WK Württemberg 15 (Ellwangen), Zentrum
- Levetzow, Albert Erdmann von, Landesdirektor Brandenburg,
 WK Frankfurt 3 (Königsberg), Konservativ
- Lieber, Philipp Ernst, Dr. jur., Privatmann,
 WK Wiesbaden 3 (St. Goarshausen-Braubach-Nastätten-Nassau-Montabaur-Wallmerod), Zentrum
- Liebknecht, Wilhelm, Journalist,
 WK Sachsen 19 (Stollberg, Schneeberg), Sozialdemokrat
- Lindner, Joseph, Dr., Stadtpfarrer,
 WK Oberpfalz 5 (Neustadt), Zentrum
- Lingens, Joseph, Rechtsanwalt,
 WK Köln 5 (Siegkreis-Waldbröl), Zentrum
- Loewe, Wilhelm, Dr. med., praktischer Arzt Berlin,
 WK Arnsberg 5 (Bochum), fraktionslos liberal
- Lucius, Robert, Dr. med., Rittergutsbesitzer,
 WK Erfurt 4 (Erfurt-Schleusingen-Ziegenrück), Deutsche Reichspartei
- Ludwig, Robert von, Gutsbesitzer,
 WK Breslau 12 (Habelschwerdt, Glatz), Altkonservativ Anschluss an Zentrum in kirchlichen Fragen
- Lüderitz, Hermann von, Generalleutnant zur Disposition,
 WK Magdeburg 2 (Osterburg, Stendal), Konservativ
- Luxburg, Friedrich von, Regierungspräsident Würzburg,
 WK Unterfranken 4 (Neustadt), Deutsche Reichspartei

## M

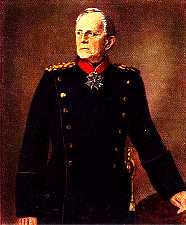
Helmuth von Moltke
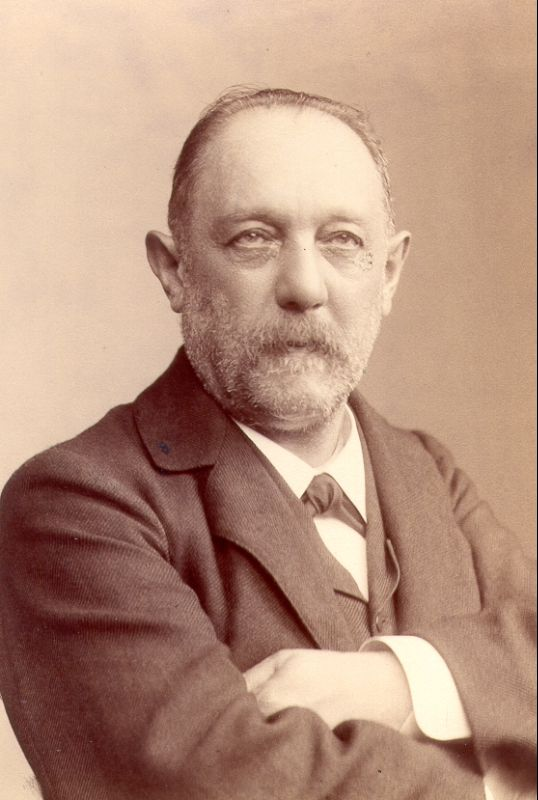
Emanuel Mendel
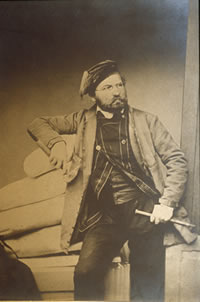
Ferdinand von Miller
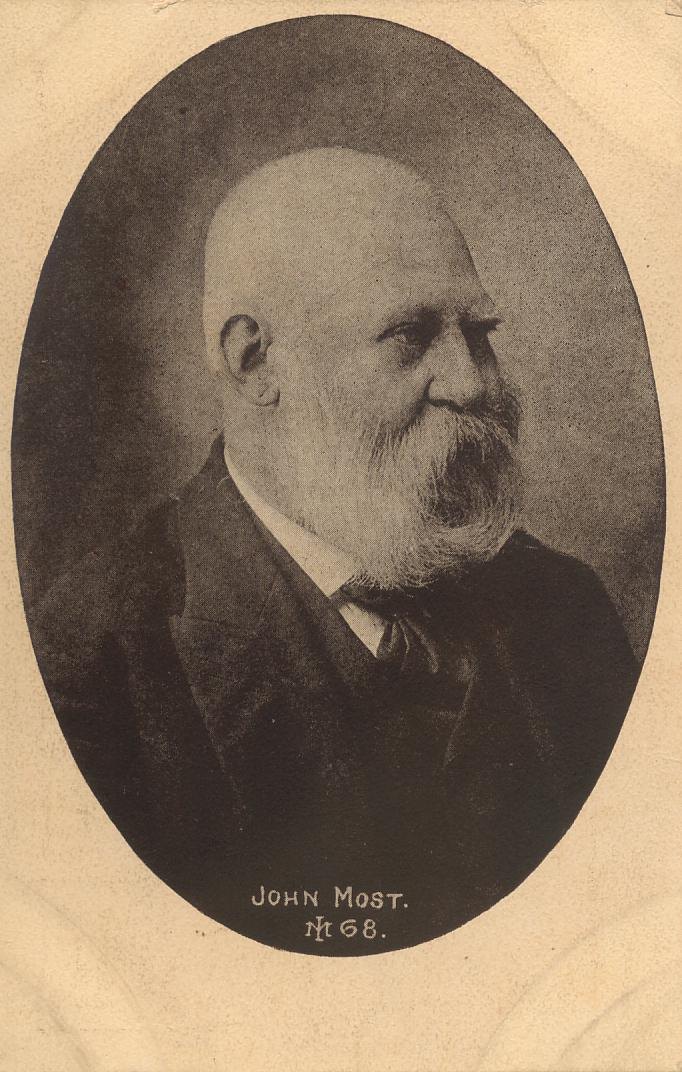
Johann Most

- Magdzinski, Theophil, Rentner,
 WK Posen 3, Polnische Fraktion
- Maier, Johann Evangelist, Dr. theol., Beneficat,
 WK Sigmaringen, Zentrum
- Majunke, Paul, katholischer Priester und Redakteur,
 WK Trier 3 (Trier), Zentrum
- Maltzahn, Helmut Freiherr von, Rittergutsbesitzer,
 WK Stettin 1 (Anklam-Demmin), Konservativ
- Maltzan, August Graf von, Standesherr,
 WK Breslau 2 (Militsch-Trebnitz), Deutsche Reichspartei
- Manteuffel, Otto Freiherr von, Rittergutsbesitzer und Landrat,
 WK Frankfurt 10 (Calau, Luckau), Konservativ
- Marcard, Heinrich Eugen, Justiziar,
 WK Minden 3 (Bielefeld, Wiedenbrück), Konservativ
- Marquardsen, Heinrich, Dr. jur., Professor Erlangen,
 WK Mittelfranken 2 (Erlangen, Fürth), Nationalliberal
- Marin, Georg, Rentner,
 WK Hessen 6 (Bensheim-Erbach), Nationalliberal
- Mayer, Max Theodor, Dr. jur., Appellationsgerichtsrat,
 WK Schwaben 2 (Neuburg-Donauwörth-Nördlingen), Zentrum
- Mendel, Emanuel, Dr. med., Arzt Pankow,
 WK Potsdam 6 (Niederbarnim), Fortschrittspartei
- Menken, Clemens, Landgerichtsrat,
 WK Köln 2 (Kreis Köln), Zentrum
- Merkle, Matthias, Professor Lyceum Dillingen,
 WK Schwaben 5 (Kaufbeuren, Füssen), Zentrum
- Meusel, Otto Theodor, Finanzrat Dresden,
 WK Sachsen 23 (Plauen), Konservativ
- Meyer, Heinrich Adolph, Dr. phil., Gutsbesitzer,
 WK Schleswig-Holstein 3 (Eckernförde), Fortschrittspartei
- Michaelis, Karl Leopold, Kreisgerichtsrat Bunzlau,
 WK Liegnitz 5 (Löwenberg), Nationalliberal
- Miller, Ferdinand von, Inspekteur Königliche Erzgießerei München,
 WK Oberbayern 6 (Weilheim), Zentrum
- Moeller, August, Oberappellationsgerichtsrat Rostock,
 WK Mecklenburg 1 (Hagenow, Grevesmühlen), Liberal
- Möring, Rudolf Heinrich, Rentier,
 WK Hamburg 1, Nationalliberal
- Molinari, Leo, Kaufmann,
WK Breslau 6 (Breslau-Stadt-Ost), Nationalliberal
- Moltke, Helmuth Karl Bernhard von, General der Infanterie, Chef des Generalstabes,
 WK Königsberg 1 (Memel-Heydekrug), Konservativ
- Morstadt, Wilhelm, Geschäftsteilhaber,
WK Baden 6 (Kenzingen, Ettenheim, Lahr, Wolfach), Nationalliberal
- Mosle, Alexander Georg, Kaufmann,
 WK Freie Stadt Bremen, Nationalliberal
- Most, Johann, Schriftsteller,
 WK Sachsen 16 (Chemnitz), Sozialdemokrat
- Motteler, Julius, Tuchmacher und Kaufmann,
 WK Sachsen 18 (Zwickau, Werdau, Crimmitschau), Sozialdemokratischer Arbeiterpartei
- Müller, Eduard, kath. Priester,
 WK Oppeln 7 (Rybnik-Pleß), Zentrum
- Müller, Friedrich Hermann, Dr. phil., Bergwerks- und Fabrikbesitzer,
 WK Merseburg 6 (Sangerhausen, Eckartsberga), Nationalliberal
- Müllner, Eugen, Rittergutsbesitzer,
 WK Gumbinnen 7 (Sensburg, Ortelsburg), Fortschrittspartei
- Müller, Karl, von, Landschaftsrat,
 WK Hannover 4 (Osnabrück), Hospitant des Zentrums, Nachwahl März 1877 für von Gerlach

## N
- Nathusius-Ludom, Philipp von, Herrschaftsbesitzer,
 WK Minden 1 (Minden, Lübbecke), Konservativ
- Nayhauß-Cormons, Julius Cäsar von, Rittergutsbesitzer und Landesältester,
 WK Oppeln 9 (Leobschütz), Zentrum
- Nessel, Xaver Joseph, Eigentümer,
 WK Elsaß-Lothringen 10 (Hagenau, Weißenburg), Elsaß-Lothringer
- Nieper, Carl Ferdinand, Dr. jur., Landdrost a. D.,
 WK Hannover 7 (Nienburg), Deutsch-Hannoversche Partei, Hospitant der Zentrumsfraktion
- Nordeck zur Rabenau, Adalbert Freiherr, Gutsbesitzer,
 WK Hessen 1 (Gießen-Grünberg-Nidda), Deutsche Reichspartei
- North, Jean, Direktor,
 WK Elsaß-Lothringen 9 (Landkreis Straßburg), Elsaß-Lothringer

## O

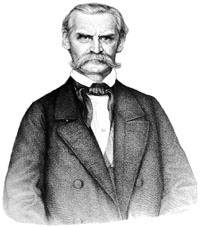
Friedrich Oetker

- Oechner, Georg, Dr. jur., Beigeordneter Mainz,
 WK Hessen 9 (Mainz, Oppenheim), Liberal
- Oetker, Friedrich, Dr., Schriftsteller,
 WK Kassel 1 (Rinteln-Hofgeismar), Nationalliberal
- Ow, Karl von, Regierungsrat Bayern,
 WK Niederbayern 1 (Landshut), Zentrum

## P

Maximilian von Puttkamer
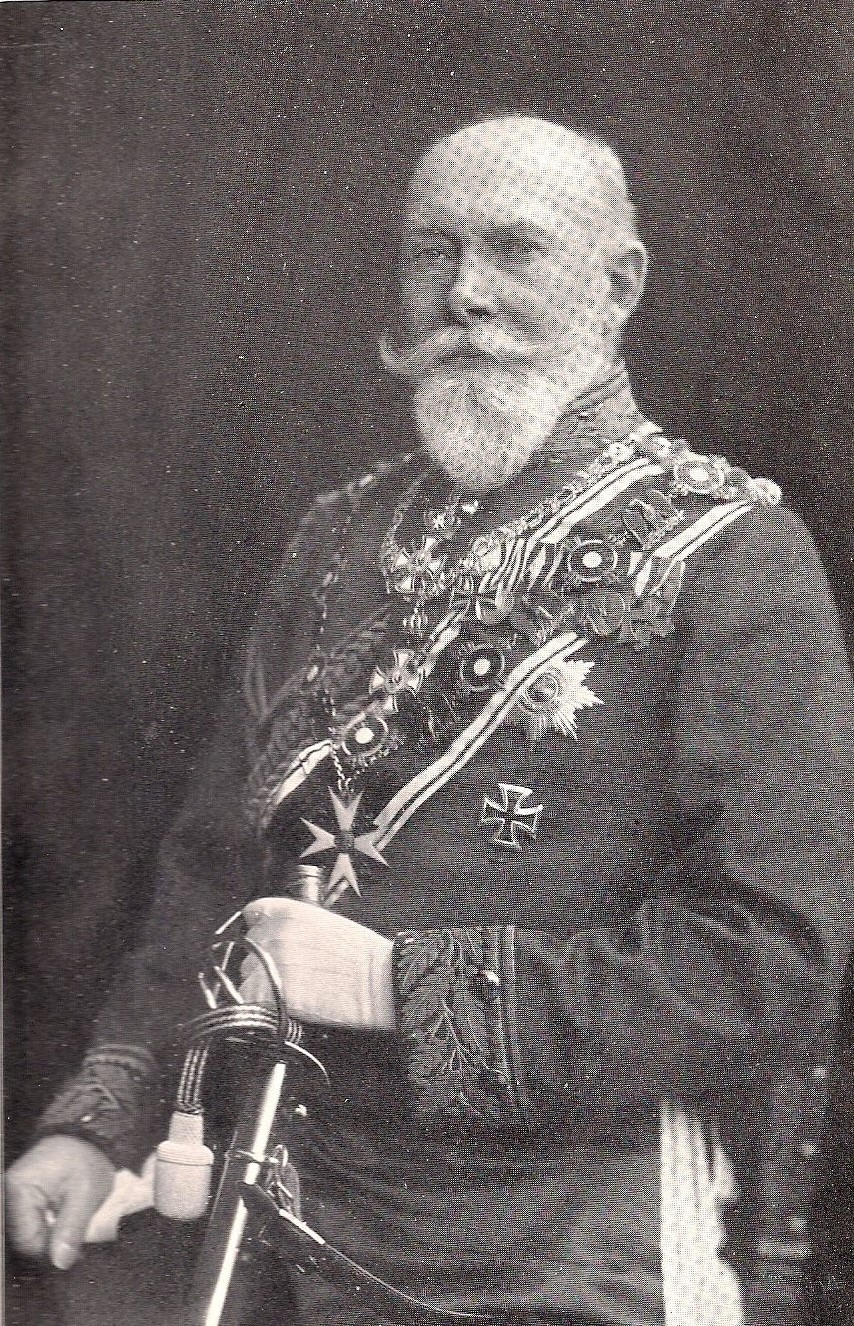
Hans Heinrich Fürst von Pleß

- Pabst, Friedrich, Gutsbesitzer,
 WK Mittelfranken 6 (Rothenburg, Windsheim, Neustadt), Nationalliberal
- Pannek, Otto, Rittergutsbesitzer,
 WK Königsberg 8 (Osterode, Neidenburg), Fortschrittspartei
- Payer, Friedrich, Rechtsanwalt,
 WK Württemberg 6 (Reutlingen, Tübingen), Demokratische Volkspartei
- Penzig, August Gottwerth, Kaufmann,
 WK Sachsen 9 (Freiberg, Hainichen), Nationalliberal
- Perger, Clemens, Dr. phil., Rektor,
 WK Düsseldorf 8 (Kleve, Geldern), Zentrum
- Peterssen, Edo Friedrich, Dr. phil., Gutsbesitzer,
 WK Hannover 2 (Aurich, Esens, Wilhelmshaven, Papenburg), Nationalliberal
- Pfannebecker, Johann, Regierungsrat,
 WK Hessen 7 (Worms-Heppenheim), Nationalliberal
- Pfaehler, Gustav, Bergwerksdirektor,
 WK Trier 5 (Saarbrücken), Nationalliberal
- Pfafferott, Hugo, Amtsrichter Liebenburg,
 WK Düsseldorf 9 (Kempen), Zentrum
- Pfeiffer, Julius, Dr. jur., Rittergutsbesitzer,
 WK Sachsen 1 (Zittau-Herrnhut), liberal
- Pfetten-Arnbach, Sigmund von, Gutsbesitzer,
 WK Oberbayern 3 (Aichach), Zentrum
- Pflüger, Markus, Landwirt,
 WK Baden 4 (Lörrach), Nationalliberal
- Hans Heinrich Fürst von Pleß, Standesherr,
 WK Breslau 10 (Waldenburg), Deutsche Reichspartei
- Pogge, Franz, Rittergutsbesitzer,
 WK Mecklenburg-Strelitz, Nationalliberal
- Pogge, Hermann (Carl Friedrich), Rittergutsbesitzer,
 WK Mecklenburg-Schwerin 4 (Malchin-Waren), Nationalliberal
- Pohlmann, Anton, Dr. theol., Erzpriester,
 WK Königsberg 6 (Braunsberg, Heilsberg), Zentrum
- Praschma, Friedrich Graf von, Herrschaftsbesitzer,
 WK Liegnitz 11 (Falkenberg, Grottkau), Zentrum
- Precht, Diedrich, Landwirt,
 WK Hannover 6 (Hoya, Verden), Nationalliberal
- Prell, Andreas, Kaufmann,
 WK Düsseldorf 2 (Elberfeld, Barmen), Nationalliberal
- Preysing-Lichtenegg-Moos, Conrad Graf von, Königl. Kämmerer München,
 WK Niederbayern 2 (Straubing), Zentrum
- Puttkamer, Henning von, Rittergutbesitzer,
 WK Frankfurt 8 (Sorau), Nationalliberal
- Puttkamer, Jesco von, Landrat,
 WK Frankfurt 7 (Guben, Lübben), Konservativ (Nachwahl Oktober 1877)
- Puttkamer, Maximilian von, Kreisrichter,
 WK Posen 6 (Fraustadt), Nationalliberal

## Q
- Quoos, Rudolf Johann Friedrich, Rittergutsbesitzer,
 WK Liegnitz 6 (Liegnitz, Goldberg, Haynau), Nationalliberal

## R

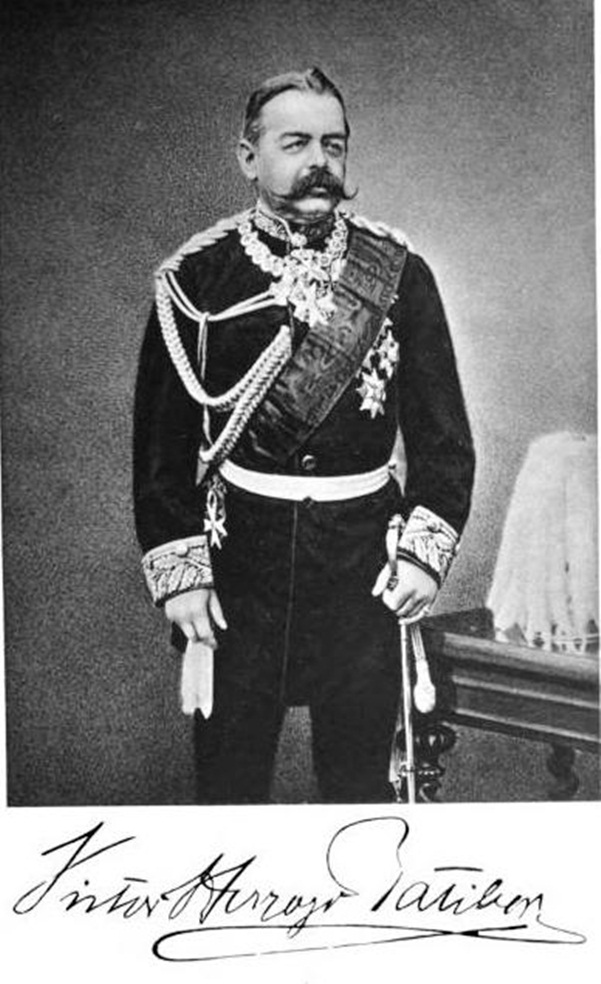
Victor Herzog von Ratibor
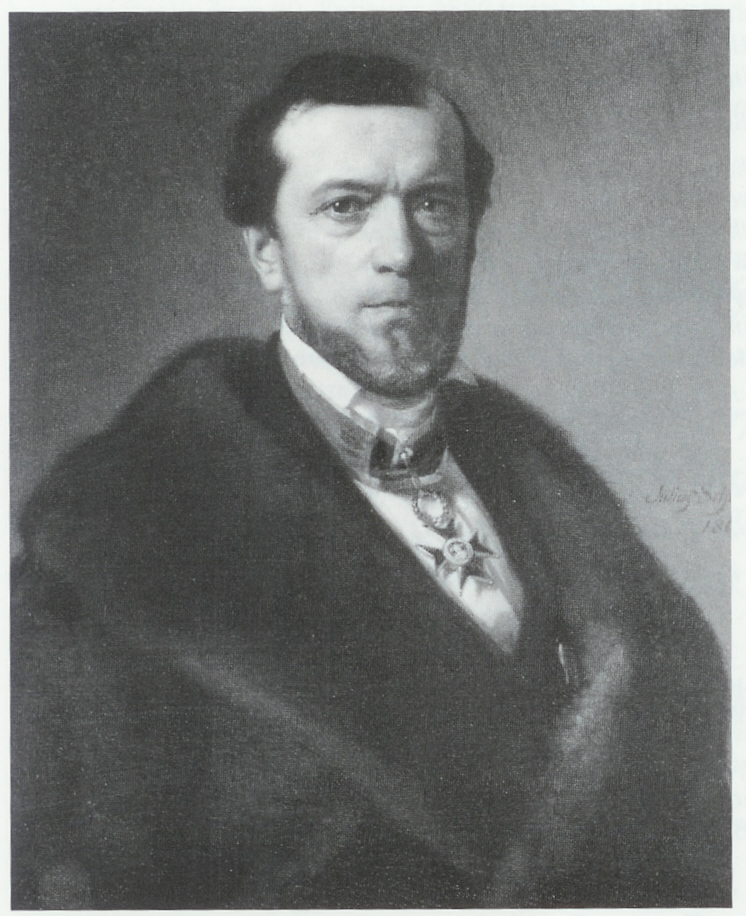
Peter Reichensperger
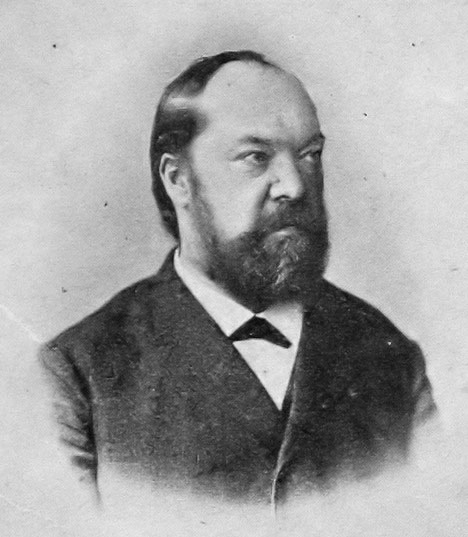
Eugen Richter
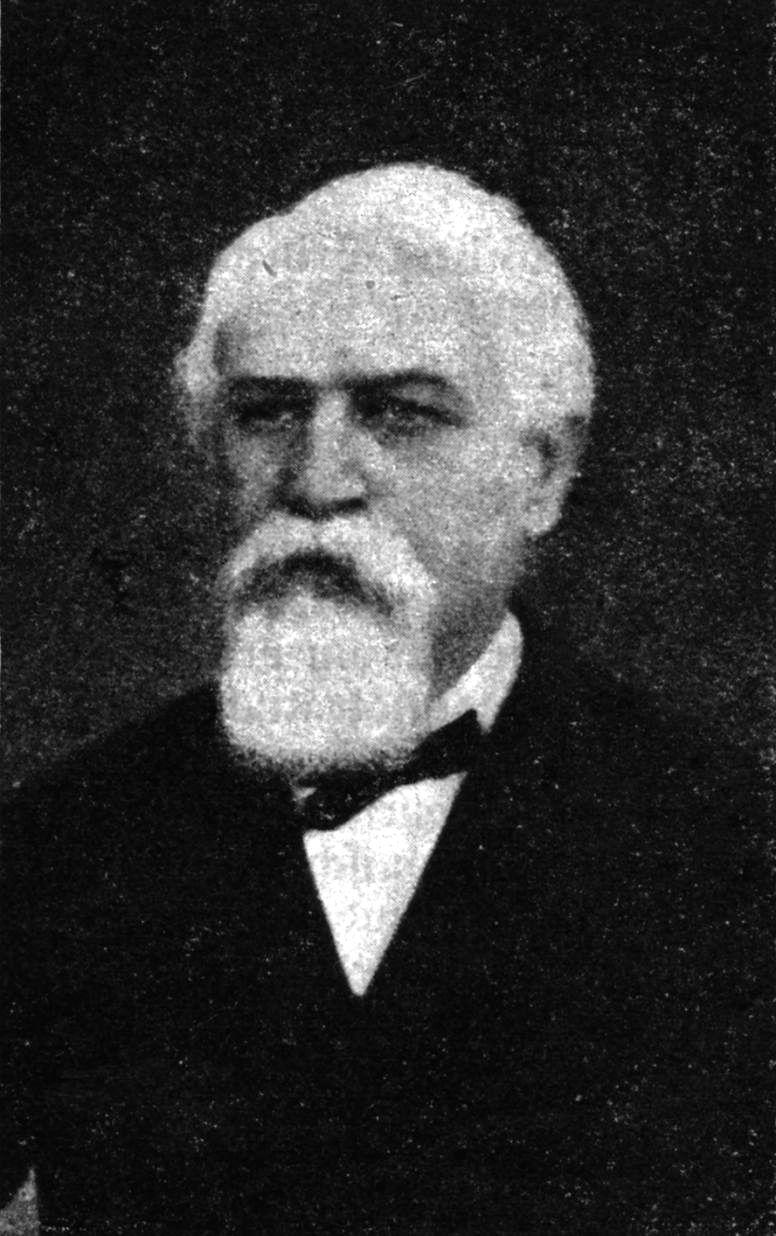
Moritz Rittinghausen

- Rack, Achille, Bürgermeister Benfeld,
 WK Elsaß-Lothringen 7 (Molsheim, Erstein), Elsaß-Lothringer
- Radziwill, Edmund Prinz von, Vikar,
 WK Oppeln 5 (Beuthen, Tarnowitz), Polnische Fraktion
- Radziwill, Ferdinand Fürst von, Standesherr,
 WK Posen 10 (Adelnau, Schildberg), Polnische Fraktion
- Ratibor, Victor Herzog von, Standesherr,
 WK Breslau 8 (Breslau, Neumarkt), Deutsche Reichspartei
- Ratzinger, Georg, Dr. theol., Schriftsteller,
 WK Oberbayern 7 (Rosenheim), Zentrum
- Ravenstein, Friedrich von, Rittergutsbesitzer,
 WK Breslau 1 (Guhrau, Steinau, Wohlau), Konservative Partei
- Reden, Erich von, Rittergutsbesitzer,
 WK Hannover 16 (Lüneburg), Nationalliberal
- Reich, Theodor, Rittergutsbesitzer,
 WK Sachsen 3 (Bautzen, Kamenz), Konservativ
- Reichensperger, August, Dr., Appellationsgerichtsrat,
 WK Düsseldorf 11 (Krefeld), Zentrum
- Reichensperger, Peter, Obertribunalrat,
 WK Arnsberg 2 (Olpe-Meschede-Arnsberg), Zentrum
- Reinecke, Julius, Amtsrat,
 WK Liegnitz 2 (Sagan, Sprottau), Nationalliberal
- Retter, Friedrich, Posthalter a. D.,
 WK Württemberg 5 (Esslingen, Urach), Demokrat
- Richter, Eugen, Schriftsteller,
 WK Schwarzburg-Rudolstadt, Fortschrittspartei
- Richter, Gustav, Professor Tharandt,
 WK Sachsen 7 (Meißen, Riesa), Deutsche Reichspartei
- Rickert, Heinrich, Zeitungsverleger,
 WK Danzig 3 (Danzig), Nationalliberal
- Rittinghausen, Moritz, Schriftsteller,
 WK Düsseldorf 3 (Solingen), Sozialdemokrat
- Roemer, Hermann, Senator Hildesheim,
 WK Hannover 10 (Hildesheim), Nationalliberal
- Rogalinski, Eustachius von, Rittergutsbesitzer,
 WK Posen 7 (Schrimm, Schroda), Polnische Fraktion
- Rohland, Otto, Rittergutsbesitzer,
 WK Merseburg 8 (Naumburg-Weißenfeld-Zeitz), fraktionslos liberal
- Rudolphi, Wilhelm, Dr. phil., Gymnasialdirektor a. D.,
 WK Köln 3 (Bergheim-Euskirchen), Zentrum
- Rußwurm, Franz Anton, Pfarrer,
 WK Oberpfalz 2 (Amberg), Zentrum
- Rückert, Eduard, Dr., Kreisgerichtsdirektor,
 WK Meiningen 1 (Meiningen, Hildburghausen), Fortschrittspartei

## S

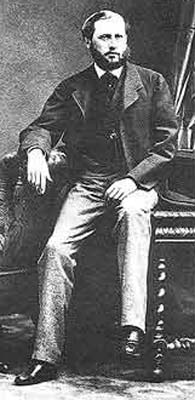
Otto zu Stolberg-Wernigerode
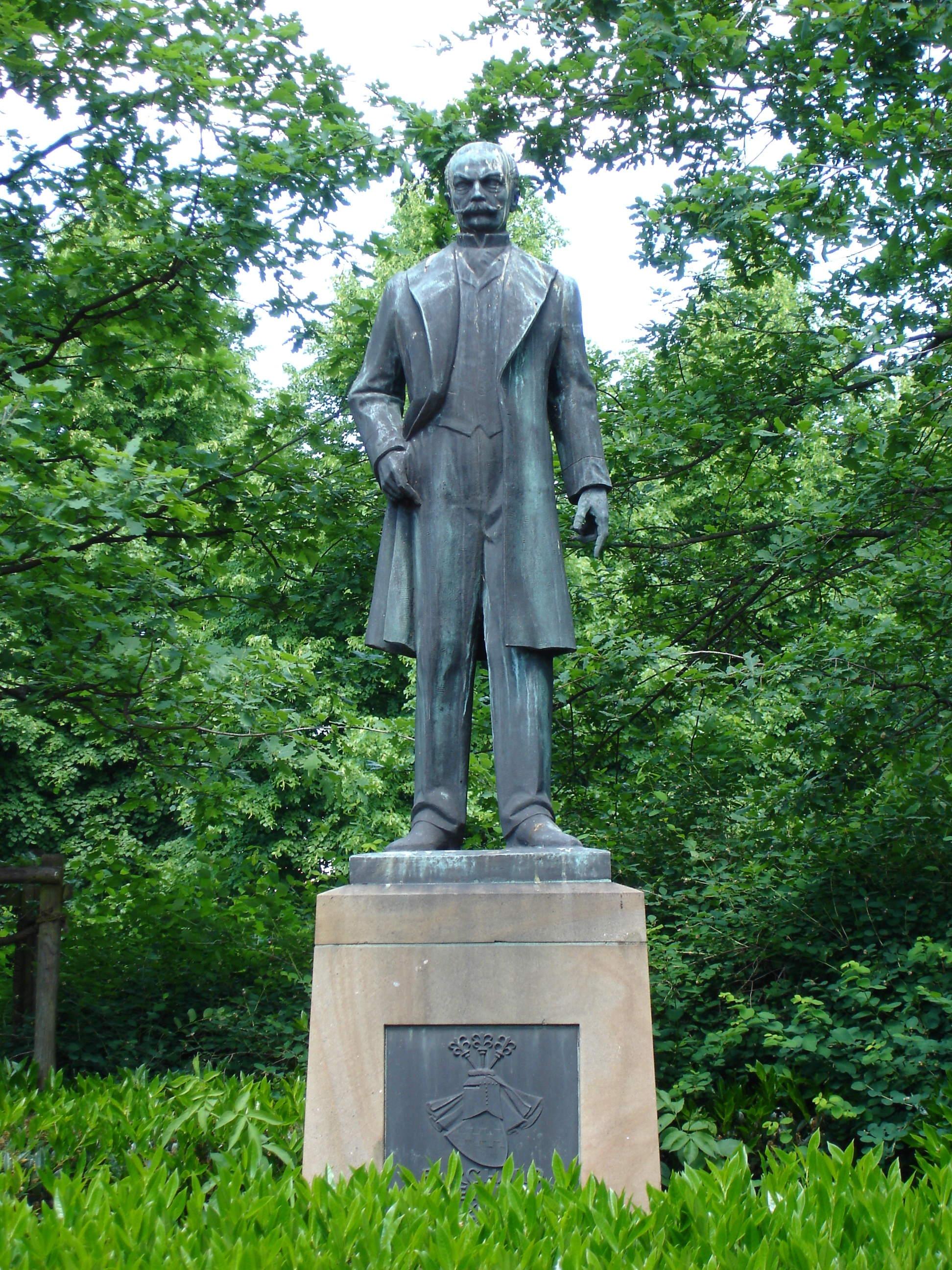
Burghard von Schorlemer-Alst
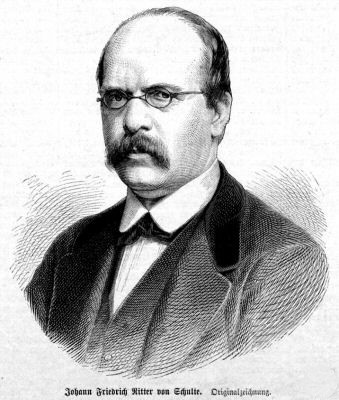
Johann Friedrich von Schulte

- Saucken-Tarputschen, Constanz von, Gutsbesitzer,
 WK Gumbinnen 3 (Gumbinnen, Insterburg), Fortschrittspartei
- Schalscha, Alexander von, Rittergutsbesitzer,
 WK Oppeln 4 (Lublinitz, Tost-Gleiwitz), Zentrum
- Schauß, Friedrich von, Dr. jur., Rechtsanwalt,
 WK Oberfranken 1 (Hof), Nationalliberal
- Schenk, Eduard, Advokat,
 WK Köln 1 (Köln), Zentrum
- Schlomka, Otto, Rittergutsbesitzer,
 WK Köslin (Stolp), Deutsche Reichspartei
- Schmid, Joseph Anton, Dr., Domkapitular,
 WK Oberbayern 3 (Aichach), Zentrum
- Schmidt, Wilhelm Adolf, Professor Jena,
 WK Weimar 3 (Neustadt, Jena), Nationalliberal
- Schmid, Carl Josef, Rechtsanwalt,
 WK Württemberg 15 (Blaubeuren-Ehingen), Reichspartei
- Schmidt, Carl Theodor, Oberlehrer Stettin,
 WK Stettin 4 (Stettin), fraktionslos liberal
- Schmidt, Karl Heinrich, Appellationsgerichtsrat,
 WK Pfalz 4 (Zweibrücken-Pirmasens), Nationalliberal
- Schneegans, Carl August, Direktor Elsässer Journal,
 WK Elsaß-Lothringen 11 (Zabern), Elsaß-Lothringer
- Schönborn-Wiesentheid, Clemens August Graf von, Standesherr,
 Unterfranken 2 (Kitzingen), Zentrum
- Schöning, Wilhelm Ludwig August von, Landrat und Rittergutbesitzer,
 WK Stettin 5, Konservativ
- Schorlemer-Alst, Burghard Freiherr von, Gutsbesitzer,
 WK Münster 1 (Tecklenburg, Steinfurt, Ahaus), Zentrum
- Schroeder, Theodor, Rechtsanwalt,
 WK Arnsberg 8 (Brilon-Lippstadt), Zentrum
- Schroeder, Bernhard, Dr. jur., Privatmann und Schriftsteller,
 WK Hessen 2 (Friedberg, Büdingen, Vilbel), Nationalliberal
- Schulte, Johann Friedrich von, Professor Bonn,
 WK Düsseldorf 6 (Duisburg), Nationalliberal
- Schulze-Delitzsch, Hermann, Anwalt,
 WK Wiesbaden 2 (Wiesbaden, Rheingau), Fortschrittspartei
- Schwarz, Ludwig, Privatier,
 WK Württemberg 9 (Balingen), Fortschrittspartei
- Schwarze, Friedrich Oskar von, Dr. jur., Generalstaatsanwalt Sachsen,
 WK Sachsen 4 (Dresden rechts der Elbe), Deutsche Reichspartei
- Scipio, Ferdinand, Gutsbesitzer,
 WK Baden 11 (Mannheim), Nationalliberal
- Senestrey, Karl, Bezirksgerichtsrat,
 WK Oberbayern 8 (Traunstein), Zentrum
- Seydewitz, Otto Theodor von, Rittergutbesitzer,
 WK Liegnitz 10 (Rothenburg-Hoyerswerda), Konservativ
- Sierakowski, Adam von, Rittergutsbesitzer,
 WK Danzig 5, Polnische Fraktion
- Simonis, Jacob Ignatius, Superior Kloster Niederbronn,
 WK Elsaß-Lothringen 5 (Rappoltsweiler), Elsaß-Lothringer
- Skorzewski, Leo von, Gutsbesitzer,
 WK Bromberg 2 (Wirsitz, Schubin), Polnische Fraktion
- Slevogt, Carl, Dr. jur., Kreisgerichtsassessor,
 WK Weimar 3 (Neustadt, Jena), Nationalliberal
- Soden, Max Freiherr von, Gutsbesitzer,
 WK Oberbayern 5 (Wasserburg), Zentrum
- Sombart, Anton Ludwig, Rittergutsbesitzer und Landschaftsdirektor Provinz Sachsen,
 WK Merseburg 5 (Mansfelder Kreis), Nationalliberal
- Sommer, Friedrich, Dr., Rechtsanwalt,
 WK Sachsen-Weimar 2, Nationalliberal
- Spangenberg, Wilhelm, Landwirt,
 WK Hannover 9 (Hameln), Freikonservativ
- Spielberg, Wilhelm, Landwirt und Zuckerfabrikbesitzer,
 WK Merseburg 4 (Halle), fraktionslos liberal
- Staelin, Julius, Fabrikant,
 WK Württemberg 7 (Calw), Konservativ
- Staudy, Ludwig von, Polizeipräsident Posen,
 WK Gumbinnen 5 (Angermund, Lötzen), Konservativ
- Schenk von Stauffenberg, Franz August Freiherr von, Gutsbesitzer,
 WK Oberbayern 1 (München), Nationalliberal
- Stephani, Eduard, Dr. jur., Vizebürgermeister Leipzig,
 WK Sachsen 12 (Leipzig), Nationalliberal
- Stöckl, Albert, Professor Eichstätt,
 WK Mittelfranken 4 (Eichstätt), Zentrum
- Stötzel, Gerhard, Journalist,
 WK Düsseldorf 5 (Essen), Zentrum
- Stolberg-Stolberg, Alfred Graf zu, Rittergutsbesitzer,
 WK Koblenz 2 (Neuwied), Zentrum
- Stolberg-Stolberg, Friedrich Graf zu, Herrschaftsbesitzer,
 WK Oppeln 10 (Neustadt), Zentrum
- Stolberg-Wernigerode, Otto Graf von, Oberpräsident Hannover,
 WK Hannover 13 (Goslar-Zellerfeld), Deutsche Reichspartei
- Stolberg-Wernigerode, Udo Graf zu, Fideikommissbesitzer,
 WK Königsberg 10 (Rastenburg), Konservativ
- Strecker, Eduard, Kreisgerichtsrat Worbis,
 WK Erfurt 2 (Heiligenstadt, Worbis), Zentrum
- Struckmann, Johannes, Obertribunalrat,
 WK Hannover 5 (Melle, Diepholz), Nationalliberal
- Struve, Gerhard, Oberamtmann,
 WK Frankfurt 4 (Lebus), Nationalliberal
- Stumm, Carl Ferdinand, Hüttenbesitzer,
 WK Trier 6 (Ottweiler-St. Wendel-Meisenheim), Deutsche Reichspartei

## T

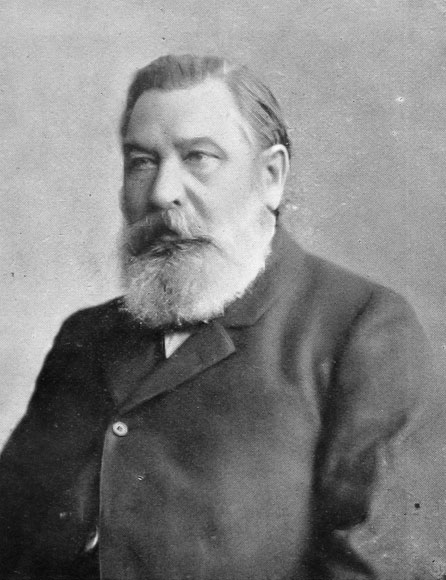
Heinrich von Treitschke
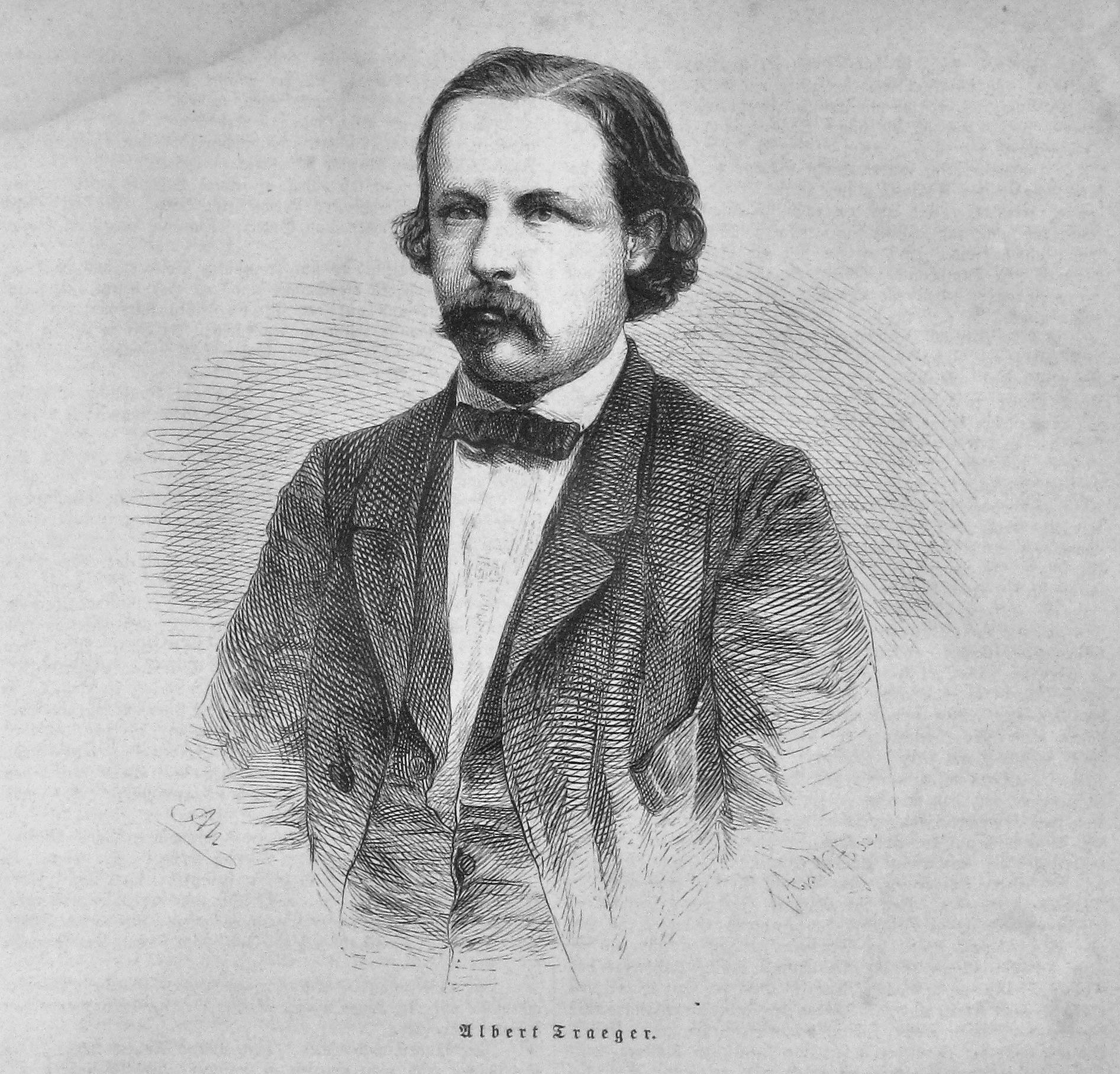
Albert Traeger

- Techow, Friedrich, Dr. phil., Gymnasialdirektor a. D.,
 WK Düsseldorf 1 (Lennep-Mettmann), Nationalliberal
- ten Doornkaat Koolman, Jan, Geneverfabrikant,
 WK Hannover 1 (Emden, Leer, Norden), Nationalliberal
- Tettau, Alfred von, Fideikommissbesitzer,
 WK Königsberg 5 (Heiligenbeil, Preußisch Eylau), Konservativ
- Thilenius, Georg, Dr. med., Arzt in Soden,
 WK Wiesbaden 5 (Dillenburg), Nationalliberal
- Thilo, Carl Gustav, Kreisgerichtsdirektor,
 WK Merseburg 3 (Delitzsch, Bitterfeld), Deutsche Reichspartei
- Thimus, Albert Freiherr von, Appellationsgerichtsrat Köln,
 WK Düsseldorf 12 (Neuß-Grevenbroich), Zentrum
- Tortilowicz von Batocki, Otto, Majoratsbesitzer,
 WK Königsberg 4 (Kreis Königsberg, Fischhausen), Konservativ
- Traeger, Albert, Rechtsanwalt,
 WK Reuß jüngere Linie, Fortschrittspartei
- Treitschke, Heinrich von, Dr. phil., Professor Heidelberg,
 WK Koblenz 4 (Kreuznach-Simmern), Nationalliberal
- Triller, Johann Michael, Pfarrer,
 WK Oberpfalz 3 (Neumarkt), Zentrum
- Turno, Hippolyt von, Rittergutsbesitzer,
 WK Posen 1 (Posen), Polnische Fraktion

## U

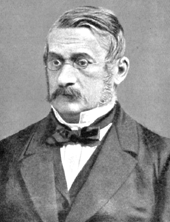
Hans Victor von Unruh

- Uhden, Otto, Oberamtmann und Rittergutbesitzer,
 WK Frankfurt 6 (Crossen-Züllichau), Konservativ
- Unruh, Hans Victor von, Baurat a. D.,
 WK Magdeburg 4 (Magdeburg), Nationalliberal
- Unruh-Bomst, Hans Wilhelm Freiherr von, Landrat und Rittergutbesitzer,
 WK Posen 3, Deutsche Reichspartei

## V

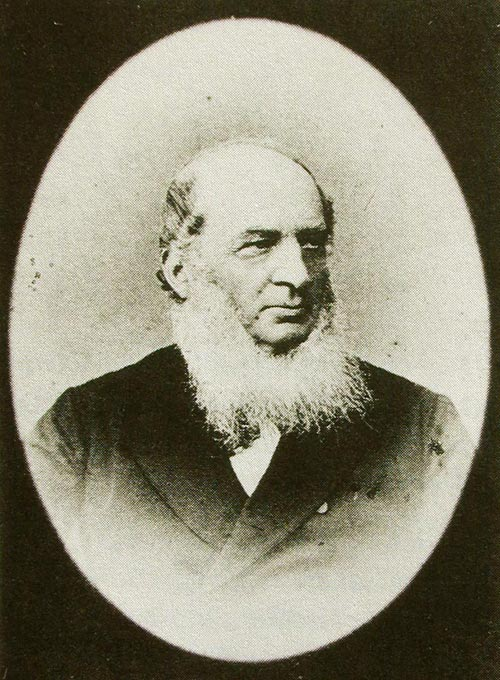
Karl von Varnbüler

- Vahl, Hermann von, Rechtsanwalt,
 WK Stralsund 2 (Greifswald, Grimmen), Nationalliberal
- Valentin, Hermann Friedrich, Justizrat,
 WK Schwarzburg-Sondershausen, Nationalliberal
- Varnbüler, Karl Freiherr von, Staatsminister Württemberg a. D.,
 WK Württemberg 2, Deutsche Reichspartei
- Völk, Joseph, Dr. jur., Rechtsanwalt,
 WK Schwaben 6 (Immenstadt), Nationalliberal

## W

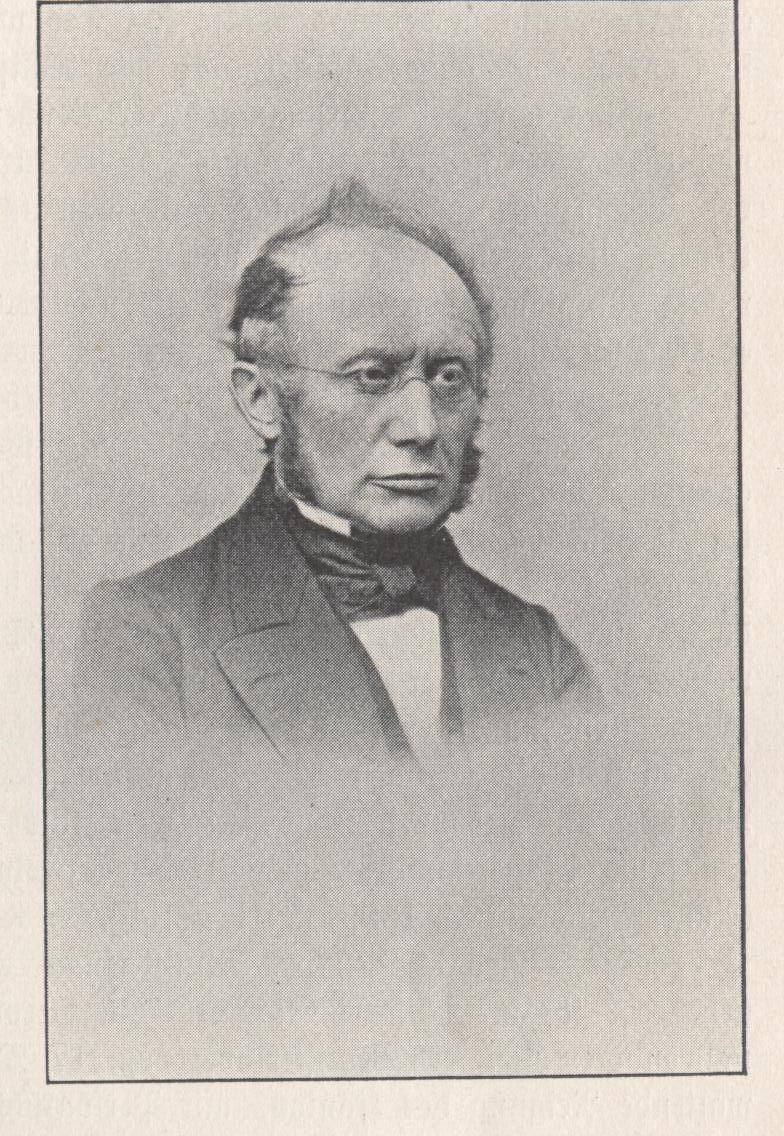
Ludwig Windthorst
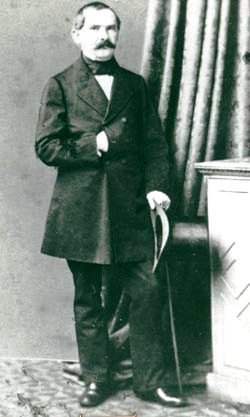
Leopold von Winter
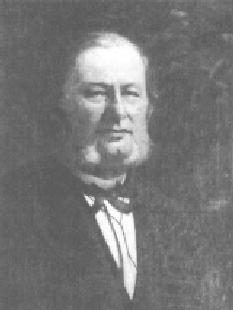
Isaac Wolfson

- Wachs, Hans Heinrich, Dr. med., Gutsbesitzer,
 WK Schleswig-Holstein 4 (Tondern, Husum, Tönning), Nationalliberal
- Wadsack, Eduard, Rentner,
 WK Hessen 3 (Alsfeld, Lauterbach, Schotten), Nationalliberal
- Wagner, Gustav Richard, Dr. jur., Vizepräsident Appellgericht Altenburg,
 WK Sachsen-Altenburg, Nationalliberal
- Waldow und Reitzenstein, Carl von, Rittergutsbesitzer,
 WK Frankfurt 5 (Sternberg), Konservativ
- Wallhofen, Karl von, Major a. D.,
 WK Oppeln 8 (Ratibor), Zentrum
- Walter, August, Kaufmann,
 WK Sachsen 10 (Nossen, Döbeln), Fortschrittspartei
- Wedell-Malchow, Friedrich von, Ritterschaftsdirektor,
 WK Potsdam 4 (Prenzlau, Angermünde), Konservativ
- Wehmeyer, Bernhard Heinrich, Advokat,
 WK Mecklenburg 2 (Schwerin, Wismar), Nationalliberal
- Wehrenpfennig, Wilhelm, Dr. phil., Direktor literarisches Büro im Staatsministerium zur Disposition,
 WK Kassel 3 (Fritzlar-Homberg-Ziegenhain), Nationalliberal
- Weigel, Hermann, Dr. jur., Vizebürgermeister Kassel,
 WK Kassel 8 (Hanau), Nationalliberal
- Wendt, Carl Hubert Freiherr von, Rittergutsbesitzer,
 WK Minden 5 (Warburg, Höxter), Zentrum
- Westermayer, Anton, Stadtpfarrer,
 WK Oberbayern 2 (München II), Zentrum
- Wichmann, Rudolph, Rittergutsbesitzer,
WK Königsberg 7 (Pr. Holland), Konservativ
- Wiggers, Julius, Dr., Professor em Rostock,
 WK Mecklenburg-Schwerin 6, fraktionslos liberal
- Wiggers, Moritz, Privatmann,
 WK Mecklenburg-Schwerin 3 (Parchim-Ludwigslust), Fortschrittspartei
- Windthorst, Ludwig, Staatsminister a. D.,
 WK Hannover 3 (Meppen-Lingen-Bentheim), Zentrum
- Winter, Leopold von, Oberbürgermeister Danzig,
 WK Marienwerder 1 (Marienwerder), Nationalliberal
- Winterer, Landolin, Pfarrer,
 WK Elsaß-Lothringen 1 (Thann), Elsaß-Lothringer
- Wirth, Ernst, Oberamtsrichter,
 WK Württemberg 8 (Freudenstadt, Oberndorf), Nationalliberal
- Witte, Ernst, Oberappellationsgerichtsrat,
 WK Breslau 9 (Striegau, Schweidnitz), Nationalliberal
- Woedtke, Carl von, Rittergutsbesitzer,
 WK Stettin 7 (Greifenberg-Cammin), Konservativ
- Wölfel, Johannes Moritz, Rechtsanwalt,
 WK Merseburg 7 (Querfurt-Merseburg), Nationalliberal,
- Wolffson, Isaac, Dr. jur., Advokat Hamburg,
 WK Hamburg 3, Nationalliberal
- Wulfshein, Emanuel, Geheimer Oberregierungsrat a. D.
 WK Potsdam 7 (Potsdam, Osthavelland), Nationalliberal

## Z
- Zimmermann, Eduard, Dr. jur., Rechtsanwalt in Berlin und London,
 WK Berlin 5, Fortschrittspartei (Nachwahl Juni 1877)
- Zinn, Friedrich Karl August, Dr. med., Direktor Provinzial-Irrenanstalt Neustadt-Eberswalde,
 WK Pfalz 6 (Kaiserslautern, Kirchheimbolanden), fraktionslos liberal
- Zoltowski, Joseph von, Dr. jur., Rittergutbesitzer,
 WK Posen 4, Polnische Fraktion
- Zoltowski, Stefan von, Rittergutsbesitzer,
 WK Posen 8 (Wreschen, Pleschen), Polnische Fraktion
- Zu Rhein, Ludwig Freiherr von, Gutsbesitzer,
 WK Unterfranken 6 (Würzburg)